# Oasis
Oasis (МФА: [əʊˈeɪsɪs] — укр. оаза) — англійський рок-гурт, заснований у Манчестері в 1991 році, один з визначальних і найуспішніших представників жанру бритпоп. Гурт започаткували Пол «Боунхед» Артурс (гітара), Пол «Ґвіґзі» Макґвіґан (бас-гітара), Тоні Маккерролл (ударні) та Ліам Ґаллагер (вокал). Згодом Ліам привів свого старшого брата, Ноела Ґаллагера (соло-гітара, вокал), який очолив творчий процес і став фактичним лідером Oasis, завершивши процес формування гурту. Спираючись на традиції британського року, зокрема глем-рок, панк-рок і психоделіку, Oasis під проводом Ноела створили характерне звучання, що поєднало драйв і мелодійність, доконане резонуючою лірикою.
У 1993 році Oasis підписали контракт з незалежним лейблом Creation Records і випустили альбом Definitely Maybe (1994), який очолив UK Albums Chart і став найшвидше продаваною дебютною платівкою в історії Великої Британії на той час. Наступного року, на тлі широко висвітлюваного протистояння в чартах із гуртом Blur, вони випустили (What's the Story) Morning Glory? (1995), який провів десять тижнів на першому місці в британських чартах, ставши п'ятим найпродаванішим альбомом у Великій Британії та найпродаванішим альбомом у Великій Британії в 1990-х роках. Альбом отримав і міжнародне визнання, ставши одним із найуспішніших релізів усіх часів і здобувши статус епохальної платівки бритпопу, та подарував світу знаковий хіт «Wonderwall». Перебуваючи в 1990-х у зеніті своєї слави, брати Ґаллагери регулярно потрапляли на перші шпальти таблоїдів через свої публічні сварки та буремний спосіб життя. 1996 року Oasis дали два концерти в Небворті, які зібрали аудиторію в 125 000 глядачів щовечора, встановивши у Великій Британії національний рекорд відвідуваності для виступів просто неба. 1997 року Oasis випустили довгоочікуваний третій альбом Be Here Now, який хоч і став найшвидше продаваним альбомом в історії британських чартів, але невдовзі розчарував критиків і фанатів, поклавши кінець ері бритпопу.
Четвертий студійний альбом Standing on the Shoulder of Giants (2000) остаточно не виправдав сподівань про повернення гурту до успіху свого раннього матеріалу. Під час його запису Oasis залишили засновники Боунхед і Ґвіґзі, а сам альбом ознаменувався відходом від фірмового звучання гурту в бік експериментальніших та важчих музичних рішень. У 2000-х роках Oasis випустили ще три студійні альбоми: Heathen Chemistry (2002), Don't Believe the Truth (2005) і Dig Out Your Soul (2008) — кожна з цих робіт була спробою оновити звучання гурту, але всі три релізи отримали змішані відгуки. Гурт розпався у 2009 році після раптового відходу Ноела Ґаллагера. Решта учасників продовжили виступати під назвою Beady Eye до їхнього розпаду у 2014 році. Обидва Ґаллагери досягнули успіху в сольних кар'єрах, час від часу обмінюючись взаємною критикою в ЗМІ, при цьому не підтримуючи особистого спілкування. 2024 року брати оголосили про возз'єднання Oasis у 2025 році для виступів у рамках міжнародного туру Oasis Live '25.
На 2022 рік гурт Oasis має понад 70 мільйонів проданих записів у світі, що робить їх одними з найуспішніших артистів усіх часів. Вони належать до найуспішніших виконавців в історії UK Singles Chart та UK Albums Chart, маючи вісім синглів і вісім альбомів, які очолювали британські чарти. Три альбоми Oasis було визнано платиновими у США. Гурт здобув 17 нагород NME Awards, дев'ять Q Awards, чотири MTV Europe Music Awards і шість Brit Awards, включно з нагородою за видатний внесок у музику у 2007 році та нагороду за «Найкращий альбом останніх 30 років» за (What's the Story) Morning Glory?, а також двічі був номінований на премії «Греммі» та Mercury Prize.

## Історія

### 1991—1993: Формування та ранні роки
У 1991 році в Манчестері басист Пол «Ґвіґзі» Макґвіґан, гітарист Пол «Боунхед» Артурс, барабанщик Тоні Маккерролл і вокаліст Кріс Гаттон створили гурт під назвою The Rain. Незадоволений співом Гаттона, Артурс запросив на прослуховування Ліама Ґаллагера, який раніше відвідував їхні репетиції без запрошення. Заспівавши пару імпровізованих рядків, Ліам успішно пройшов проби та замінив попереднього вокаліста. Згодом він запропонував змінити назву колективу на Oasis, надихнувшись концертною афішою гурту Inspiral Carpets, що висіла в його дитячій кімнаті — на ній зазначався концертний майданчик Oasis Leisure Centre у Свіндоні. Свій перший концерт Oasis дали 14 серпня 1991 року в манчестерському клубі Boardwalk. Дізнавшись, що його молодший брат співає в гурті, Ноел Ґаллагер, який тоді працював техніком для Inspiral Carpets та паралельно займався гітарою, вирішив прийти на виступ і був вражений почутим.
Ноел висловив бажання приєднатися до Oasis, але за умови, що інші музиканти визнають його лідером гурту та зосередяться на досягненні комерційного успіху. Так він став головним гітаристом і єдиним автором пісень новоствореного колективу. Артурс згадував: «Він мав купу ідей. Коли він прийшов, ми були гуртом, що створював шум із чотирьох пісень. А тепер у нас з'явилося безліч задумів». Під керівництвом Ноела Oasis розробили власний музичний стиль, заснований на простоті: гра Артурса та Макґвіґана була обмежена до основних басових нот і баре-акордів, а гра Маккерролла — лише до простих ритмів. Окрім того, підсилювачі були налаштовані на створення сильного дисторшну. Завдяки цьому Oasis створили звук, який критик Джон Гарріс описав як «до такої міри позбавлений витонченості та складності, що він звучав просто непереможно».

### 1993—1995: Прорив завдякиDefinitely Maybe
Після понад року концертів, репетицій та запису демокасети Live Demonstration, у травні 1993 року на колектив звернув увагу співвласник лейблу Creation Records Алан Макґі. Це сталося на концерті у клубі King Tut's Wah Wah Hut у Глазго, на який Oasis запросив гурт Sister Lovers, що ділив з ними репетиційну базу. Колектив разом із друзями орендував фургон і вирушив до міста, проте спочатку їм відмовили у вході, оскільки вони не були заявлені у списку на той вечір. Зрештою Oasis отримали можливість відкрити концерт і змогли справити враження на Макґі, який прийшов подивитися виступ гуртів 18 Wheeler і Sister Lovers, у якому грала його давня подруга Деббі Тернер. Макґі на місці запропонував гурту контракт на запис, але остаточну угоду було підписано лише через декілька місяців. Через труднощі з укладенням американського контракту, Oasis підписали глобальну угоду з компанією Sony, яка передала права на дистрибуцію гурту у Великій Британії Creation Records.
Після обмеженого випуску демокасети з піснею «Columbia» на білому лейблі, Oasis вирушили в турне Великою Британією для просування свого першого синглу «Supersonic», виступивши, зокрема, на Tunbridge Wells Forum — нішевому майданчику, облаштованому на базі громадського туалету. «Supersonic» вийшов у квітні 1994 року і посів 31-шу сходинку в британських чартах. Наступним синглом став «Shakermaker», через який гурт отримав позов про плагіат від The Coca-Cola Company і зрештою виплатив 500 тисяч доларів компенсації[⇨]. Третій сингл «Live Forever» став першою піснею гурту, що змогла увійти в десятку UK Singles Chart. Після складних сесій запису та зведення 29 серпня 1994 року вийшов дебютний альбом колективу Definitely Maybe. Протягом тижня він очолював UK Albums Chart, ставши на той час найшвидше продаваним дебютним альбомом у Великій Британії.
Після майже року безперервних концертів і записів, а також гедоністичного способу життя, гурт краяла внутрішня напруга. Це призвело до поганого виступу Ліама на концерті в Лос-Анджелесі у вересні 1994 року, де він образив американську публіку та вдарив Ноела бубном. Розчарований Ноел тимчасово покинув гурт і вирушив до Сан-Франциско (завдяки цьому інциденту народилася пісня «Talk Tonight»). Його розшукав Тім Ебботт з Creation Records, після чого вони разом поїхали до Лас-Вегаса. Ноела переконали повернутися до гурту та помиритися з Ліамом, після чого турне продовжили в Міннеаполісі. У жовтні Oasis випустили четвертий і останній сингл з Definitely Maybe «Cigarettes & Alcohol», а в грудні 1994 року — позаальбомний різдвяний сингл «Whatever», який піднявся на третю позицію у британських чартах.

### 1995—1996:(What's the Story) Morning Glory?, міжнародний успіх, пік популярності
У квітні 1995 року пісня «Some Might Say» стала першим синглом Oasis, що очолив британський чарт. Водночас гурт залишив Тоні Маккерролл, який заявив, що його «незаконно виключили з колективу» через так званий конфлікт особистостей з братами Ґаллагерами. Ґаллагери, зі свого боку, критикували музикальні здібності Маккерролла. Ноел казав: «Мені подобався Тоні як хлопець, але він не зміг би барабанити для нових пісень». Новим барабанщиком гурту став лондонець Алан Вайт, колишній учасник Starclub, якого Ноелу порекомендував Пол Веллер, колишній фронтмен The Jam. Він дебютував з Oasis під час виступу на Top of the Pops, виконавши пісню «Some Might Say». У травні того ж року в студії Rockfield поблизу Монмута, Уельс, гурт розпочав запис матеріалу для свого другого альбому. На одну з сесій Ліам привів групу людей з місцевого пабу. Ноел був проти та попросив їх залишити студію, що спричинило конфлікт, під час якого Ліам накинувся на Ноела та його гітари, а Ноел ударив Ліама крикетною битою. У червні 1995 року Oasis вперше у своїй кар'єрі стали хедлайнерами фестивалю Ґластонбері, презентувавши нові пісні — «The Swamp Song», «Hello», «Roll With It» і «Morning Glory», а також акустичну версію «Wonderwall».
У цей період британська преса стала розганяти чутки про нібито суперництво між Oasis та іншим бритпоповим гуртом Blur, хоча перших спочатку не пов'язували з бритпопом і не запрошували виступати на програмі BBC Britpop Now, яку вів співак Blur Деймон Алберн. 14 серпня 1995 року Blur та Oasis одночасно випустили сингли, спричинивши так звану битву бритпопу, що стала великим національним інфоприводом. Сингл Blur «Country House» продався накладом у 274 тисяч копій, обігнавши «Roll with It» Oasis, який продався накладом 216 тисяч. Менеджмент Oasis стверджував, що «Country House» продався краще, бо був дешевший (1,99 £ проти 3,99 £), а також мав дві версії з різними бі-сайдами, що змушувало фанатів купувати обидві копії. Creation Records також казали про проблеми зі штрих-кодом на футлярі синглу «Roll with It», через що не записалися усі його продажі. У вересні Ноел Ґаллагер сказав The Observer, що бажає учасникам Blur «підчепити СНІД і померти», викликавши тим самим скандал у мас-медіа. Пізніше він публічно попросив вибачення в офіційному листі до кількох видань.

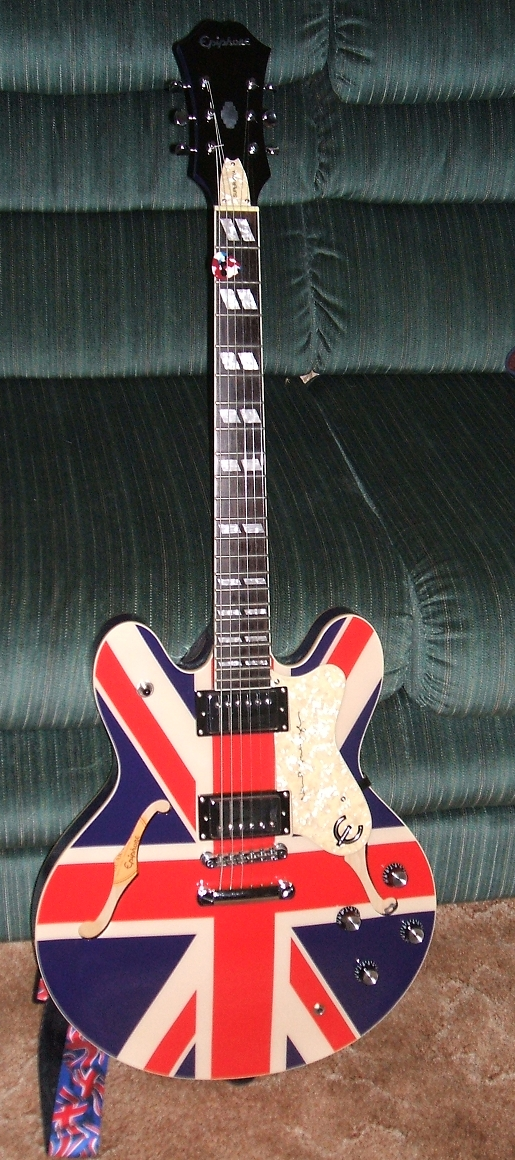
Ноел Ґаллагер грав на гітарі Epiphone Sheraton, розфарбованій у кольори Юніон Джека під час турне на підтримку (What's the Story) Morning Glory?.

У вересні 1995 року Макґвіґан тимчасово залишав гурт через нервове виснаження. Його замінив Скотт Маклауд, колишній учасник гурту Ya Ya's, який виступив з Oasis на деяких концертах, а також знявся у відео на пісню «Wonderwall», перш ніж раптово покинути гурт під час туру в США. Пізніше він подзвонив Ноелу, сказавши, що зробив помилку, на що Ноел відповів: «Я теж так думаю. Щасти в пошуку роботи».
Попри м'якший звук, який спочатку викликав змішані відгуки, другий альбом Oasis (What's the Story) Morning Glory? став комерційно успішним, продавшись накладом понад чотири мільйони копій і зрештою ставши п'ятим найпродаванішим альбомом в історії Великої Британії. Загалом у всьому світі продали до 22 мільйонів копій платівки, що робить її одним із найпродаваніших альбомів усіх часів. З альбому вийшли ще два сингли, «Wonderwall» і «Don't Look Back in Anger», які досягли відповідно другої та першої позиції в британському чарті. Також він містив пісню «Champagne Supernova», у записі якої взяв участь гітарист і вокаліст Пол Веллер; композиція отримала схвальні відгуки критиків та очолила американський чарт Modern Rock Tracks. У листопаді 1995 року Oasis дали два концерти в лондонському «Ерлс-корті», що на той час стали найбільшими закритими концертами в Європі. Під час обох виступів Ноел грав на розфарбованій у кольори «Юніон Джека» гітарі Sheraton, випущеній брендом Epiphone під назвою «Supernova» спеціально для нього.

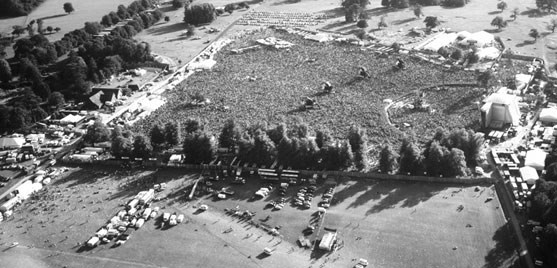
Авіазнімок аудиторії з 125 000 людей перед одним з виступів Oasis на фестивалі в Небворті, серпень 1996 року

На початку 1996 року в інтерв'ю телеканалу MTV Ноел Ґаллагер заявив, що «Oasis стали популярніші, ніж The Beatles» (відсилка до відомої фрази Джона Леннона), спричинивши неабиякий резонанс. Пол Маккартні пізніше стверджував, що подібна заява стала однією з найбільших помилок колективу та причиною падіння їхньої популярності; в інтерв'ю журналу Q 2016 року він порівняв слова Ґаллагера з «поцілунком смерті». Сам же Ноел 2015 року заявив, що він «міг бути вгашеним», коли казав цю фразу.
27 і 28 квітня 1996 року Oasis вперше виступили просто неба. Це сталося на стадіоні «Мейн-Роуд», домашній арені футбольного клубу «Манчестер Сіті», шанувальниками якого брати Ґаллагери були з дитинства. Основні моменти другого виступу, а також запис концертів в «Ерлс-корті», увійшли до відео …There and Then, випущеного того ж року. 3 і 4 серпня Oasis дали два концерти в Balloch Country Park на озері Лох-Ломонд, Шотландія, що їх разом відвідало 80 000 людей. Після цього, 10 і 11 серпня, вони виступили на фестивалі в Небворті, Англія, квитки на який розпродали за кілька хвилин. Аудиторія обох концертів склала 125 000 людей, що стало національним рекордом із відвідуваності виступів просто неба, а сама подія стала найзатребуванішим концертом у британській історії: заявки на квитки загалом подало 2,5 млн людей, що гарантувало потенційну аудиторію на 20 розпроданих шоу.
— Ніл Штраус, вересень 1996 року, пишучи для The New York Times про зростаючу популярність гурту
Того ж року Oasis мали записати епізод MTV Unplugged у Royal Festival Hall, але Ліам відмовився виступати, пославшись на біль у горлі. Він спостерігав за виступом з балкона, курячи та попиваючи холодне пиво, водночас між піснями критикуючи спів Ноела. Через чотири дні гурт вирушив у тур американськими містами, проте з Ноелом на вокалі, бо Ліам відмовився їхати. 30 серпня він все ж долучився до туру, а 4 вересня Oasis виконали «Champagne Supernova» на церемонії MTV Video Music Awards у Нью-Йорку. Під час гітарного соло Ноела Ліам показав йому непристойні жести, а потім виплюнув пиво на сцену і пішов геть. Через кілька тижнів Ноел полетів додому, окремо від решти учасників гурту, яка рушила іншим рейсом. Ця подія викликала спекуляції в медіа про можливий розпад Oasis. Братам довелося зробити спеціальну заяву, у якій вони спростували всі чутки й оголосили про завершення туру.

### 1996—1999:Be Here NowіThe Masterplan
Кінець 1996 і перший квартал 1997 років Oasis провели в Abbey Road Studios у Лондоні та Ridge Farm Studios у Сурреї, записуючи свій третій альбом, робота над яким супроводжувався конфліктами між братами Ґаллагерами. Зрештою третя платівка гурту Be Here Now вийшла в серпні 1997 року. Їй передував сингл «D'You Know What I Mean?», який став номером один у Великій Британії, а сам альбом привернув значну увагу медіа. У вечірніх новинах ITV показали кадри захоплених фанатів, які тримають перші примірники платівки, що ведучий Тревор Макдональд прокоментував, використавши фразу «mad for it» (з англ. дуріти за цим) — коронний вислів Ліама, який перейняли шанувальники гурту, зробивши його символом фанатської культури.
У перший же день альбом продали накладом у 424 000 примірників, а його загальні продажі за перший тиждень досягли 696 000. Завдяки цьому він став найшвидше продаваною платівкою в історії Великої Британії, утримуючи рекорд до виходу 25 Адель у 2015 році. В американському Billboard 200 платівка дебютувала на другому місці, але її продажі за перший тиждень склали 152 000 — значно менше очікуваних 400 000 копій — та вважалися розчаруванням. Щойно істерія трохи спала, роботу розкритикували за довгі пісні, важкий звук і непомірність аранжувань. Ноел Ґаллагер, який написав значну частину альбому під час відпочинку з Кейт Мосс, Джонні Деппом і Міком Джаггером, пізніше висловив жаль з приводу процесу його створення, зазначивши, що платівка не відповідає стандартам перших двох студійних робіт гурту:
У студії все було чудово, і в день виходу альбому теж все було чудово. Але вже під час туру я почав думати: «Він не тримає марку». … Люди готові сперечатися зі мною на вулиці: «Я обожнюю цей альбом!» А я такий: «Чувак, я написав його. Я знаю, скільки зусиль я в нього вклав. І це було не так багато».
— Доріан Лінскі, жовтень 2016 року, пишучи для The Guardian
В інтерв'ю для NME перед випуском альбому Ноел висловився про нього доволі стримано, зазначивши, що він навряд чи когось здивує. Проте ніхто в його оточенні не розділяв цих вагань. Під час фінального зведення Ноел почав втрачати впевненість у якості нового релізу. На момент виходу альбому Oasis були настільки тісно вплетені в культурний контекст Великої Британії, як жоден гурт з часів The Beatles, і за словами їхнього колишнього пресофіцера Джонні Гопкінса, надмірний ажіотаж навколо гурту відгородив їх від критичних поглядів. Доріан Лінскі писав: «Якщо це не здатно бути зенітом бритпопу, то воно повинно стати його крахом. Це не просто набір пісень — деякі кращі, деякі гірші, більшість занадто довгі, усі надмірно продюсовані — а символ зарозумілості перед падінням, подібно до статуї диктатора, яку зносить обурений натовп».
На тлі значної критики в медіа, після завершення туру на підтримку альбому на початку 1998 року гурт тримався в тиші. Пізніше того ж року Oasis випустили збірку з чотирнадцяти бі-сайдів The Masterplan. «Найцікавіші речі з того періоду — це бі-сайди. На бі-сайдах набагато більше натхненної музики, ніж у самому Be Here Now, як на мене», — сказав Ноел в інтерв'ю 2008 року.

### 1999—2001: Зміна складу таStanding on the Shoulder of Giants
На початку 1999 року Oasis розпочав роботу над своїм четвертим студійним альбомом, перші подробиці щодо якого оголосили в лютому. Зокрема стало відомо, що роль співпродюсера займе Марк Стент. Робота йшла складно, а в серпні стало відомо про несподіваний відхід одного з засновників гурту, Пола Артурса. Ноел стверджував, що Артурс хотів приділити більше часу своїй родині, а сам гітарист казав, що йде, аби «зосередитися на інших речах». Проте пізніше Ноел заявив, що до конфлікту між ними призвела низка порушень політики «без алкоголю та наркотиків» під час сесій запису, яку він сам запровадив, щоби Ліам міг нормально співати. Ще через два тижні було оголошено про відхід з гурту басиста Пола Макґвіґана. Брати Ґаллагери дали пресконференцію невдовзі після цього, де запевнили, що «майбутнє Oasis не під загрозою, історія та слава продовжаться».
Після завершення запису альбому гурт почав шукати заміну Артурсу та Макґвіґану. Першим новим музикантом став гітарист Ґем Арчер, колишній учасник гурту Heavy Stereo. Він стверджував, що Ноел звернувся до нього буквально через кілька днів після оголошення про відхід Артурса. Знайти нового басиста було складніше: гурт почав репетиції з Девідом Поттсом з гурту Monaco, але той швидко пішов, і вони взяли Енді Белла, колишнього гітариста й автора пісень гуртів Ride та Hurricane No. 1. Белл ніколи раніше не грав на бас-гітарі, тому мав швидко її опанувати та вивчити кілька пісень з репертуару Oasis для підготовки до туру по США, запланованого на грудень 1999 року.
З розпадом Creation Records, Oasis заснували власний лейбл Big Brother Recordings, який випустив усі подальші альбоми гурту у Великій Британії та Ірландії, зокрема й новий Standing on the Shoulder of Giants, що вийшов у лютому 2000 року з хорошими продажами в перший тиждень. Він досяг першого місця в британських чартах і 24-го місця в американському чарті Billboard. На підтримку альбому вийшло чотири сингли — «Go Let It Out», «Who Feels Love?», «Sunday Morning Call» та «Where Did It All Go Wrong?» — перші три з яких ввійшли в п'ятірку хіт-параду Великої Британії. Кліп на «Go Let It Out» зняли ще до приходу Белла, тому в ньому учасників гурту можна побачити в незвичній розстановці: Ліам на ритм-гітарі, Арчер на соло-гітарі, а Ноел на басу. З відходом засновників було зроблено кілька невеликих змін в іміджі та звучанні гурту. Так, на обкладинці альбому з'явився новий логотип Oasis, розроблений Ґемом Арчером. Сама ж платівка стала першим релізом Oasis, що містила пісню, написану Ліамом Ґаллагером — «Little James». Загалом новий матеріал гурту був експериментальнішим та мав психоделічніший характер. Standing on the Shoulder of Giants отримав прохолодні відгуки, а на другому тижні після релізу в США його продажі значно впали.
Гурт вирушив у світове турне на підтримку альбому. Під час виступу в Барселоні у 2000 році Oasis довелося скасувати концерт через те, що Алан Вайт захворів на тендиніт. Музиканти провели ніч, вживаючи алкоголь, а після чергової сварки між братами Ноел заявив, що більше їздитиме в тури за кордон, тож Oasis мали завершити тур без нього. Згодом Ноел повернувся для виступів в Ірландії та Великій Британії, включно з двома великими шоу на «Вемблі». Запис першого концерту на стадіоні вийшов як концертний альбом під назвою Familiar to Millions наприкінці 2000 року. Він отримав змішані відгуки. Під час другого виступу на «Вемблі» Ліам поводився неадекватно: ображав глядачів і брата, змінював тексти пісень і відмовлявся йти зі сцени після завершення концерту. Ноел був помітно незадоволений поведінкою брата та не потиснув йому руку після виступу.

### 2001—2003:Heathen Chemistry

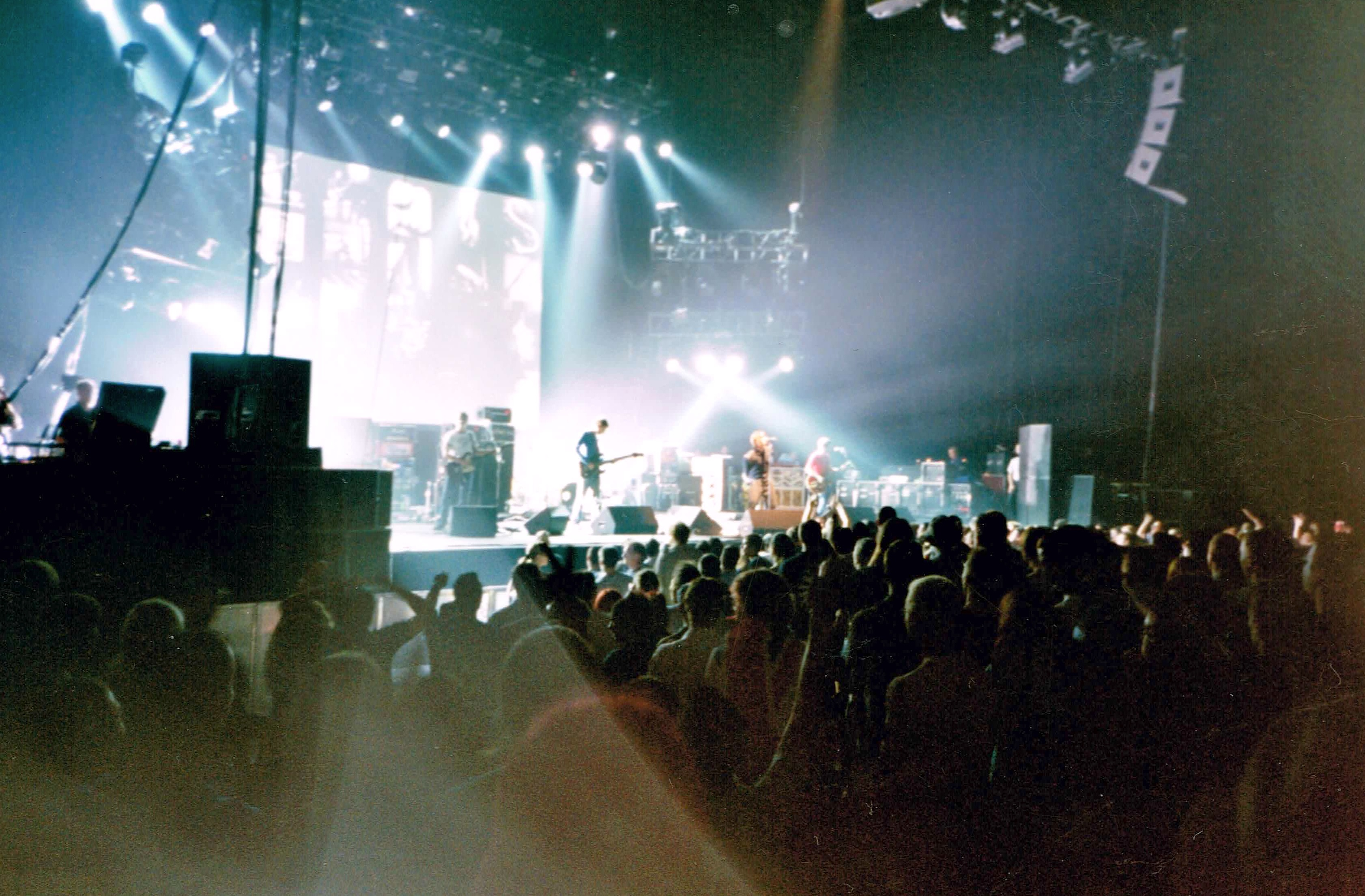
Oasis виступає в Монреалі, Канада у 2002

Протягом 2001 року Oasis чергували сесії запису п'ятого студійного альбому з концертними виступами в усьому світі, які зокрема включали місячне «Турне братерської любові» з The Black Crowes і Spacehog, а також виступ у Парижі на підтримку Ніла Янга. Альбом Heathen Chemistry, перша робота Oasis з новими учасниками Енді Беллом і Ґемом Арчером, вийшов у липні 2002 року. Він досяг першого місця у Великій Британії і 23-го місця в США, попри змішані відгуки критиків. Чотири пісні вийшли як сингли: «The Hindu Times», «Stop Crying Your Heart Out», «Little by Little/She Is Love», написані Ноелом, і «Songbird» авторства Ліама, що став першим синглом, який написав не Ноел. Альбом об'єднав звукові експерименти гурту з попередніх альбомів з більш базовим роковим звучанням. На відміну від попередніх робіт гурту, до написання пісень для Heathen Chemistry долучилися майже всі учасники колективу (за винятком Вайта). Джонні Марр, ексгітарист гурту The Smiths, зіграв додаткові гітарні партії, а також став автором бек-вокалу в кількох піснях.
Після виходу альбому гурт вирушив в успішне світове турне, яке знову супроводжувалося інцидентами. У серпні 2002 року, під час туру в США, Ноел, Белл і концертний клавішник Джей Дарлінгтон потрапили в автомобільну аварію в Індіанаполісі. Хоча жоден з учасників не зазнав серйозних травм, деякі концерти довелося скасувати. У грудні 2002 року другу половину німецького етапу європейського туру довелося відкласти після того, як Ліам Ґаллагер, Алан Вайт і ще троє учасників гурту були заарештовані після бійки в нічному клубі Мюнхена. Вони були в стані сильного алкогольного сп'яніння, а тести показали, що Ліам також вживав кокаїн. Ліам втратив два передні зуби та вдарив поліцейського в ребра, а Вайт отримав незначні поранення голови, коли його вдарили попільничкою. Два роки по тому Ліама оштрафували на близько 40 000 фунтів стерлінгів. Гурт завершив тур у березні 2003 року, відігравши відкладені концерти.

### 2003—2007: Відхід Алана Вайта таDon't Believe the Truth
Oasis почали запис шостого альбому наприкінці грудня 2003 року з продюсерами Death in Vegas на Sawmills Studios у Корнуоллі. Платівку планувалося випустити у вересні 2004 року, щоб відзначити 10-ту річницю виходу Definitely Maybe. Через тривалі конфлікти всередині гурту барабанщика Алана Вайта, який до того брав участь у майже всіх записах, попросили залишити Oasis. За словами його брата Стіва Вайта, причина відходу Алана полягала в тому, що він втомився грати в гурті та хотів проводити більше часу з дівчиною. Вайта змінив Зак Старкі — барабанщик гурту The Who і син Рінго Старра. Хоча Старкі брав участь у студійних записах і виступав у турі разом з гуртом, він офіційно не був його членом, тож Oasis вперше за свою кар'єру залишився в складі лише чотирьох учасників. Перший публічний виступ Старкі з колективом відбувся в концертному залі Poole Lighthouse.
Через кілька днів після цього Oasis вдруге виступили як хедлайнери на фестивалі «Ґластонбері», де виконали свої найвідоміші хіти та дві нові пісні: «A Bell Will Ring», написану Ґемом Арчером, і «The Meaning of Soul», написану Ліамом Ґаллагером. Виступ отримав негативні відгуки, зокрема в журналі NME його назвали «катастрофою». Том Бішоп з BBC назвав виступ Oasis «млявим і невиразним … що викликало неоднозначні відгуки фанатів», головним чином через безживний спів Ліама та брак досвіду Старкі з матеріалом гурту.
Після трьох скасованих сесій запис нового альбому все ж відбувся; він тривав з жовтня по грудень того ж року в студії Capitol у Лос-Анджелесі. Його головним продюсером став американець Дейв Сарді, а Ноел вперше за десять років відмовився від цієї ролі. Зрештою, свою шосту студійну платівку Don't Believe the Truth Oasis випустили у травні 2005 року, відповідно виконавши свій контракт із Sony BMG. Це знову був колективний проєкт гурту, а не альбом, цілком написаний Ноелом. Він став дебютним записом зі Старкі та першим за десятиліття записом гурту, у якому не брав участі Алан Вайт. Фанати та багато критиків сприйняли альбом як найкращу роботу гурту з часів Morning Glory, сингли «Lyla» і «The Importance of Being Idle» очолили британський хіт-парад, а «Let There Be Love» посів у ньому друге місце. Oasis отримали дві нагороди на церемонії Q Awards: приз глядацьких симпатій і приз за найкращий альбом. Як і попередні п'ять платівок Oasis, Don't Believe the Truth дебютував на першому місці в британських чартах.
Навесні 2005 року новий склад гурту вирушив у велике світове турне, яке розпочалося 10 травня 2005 року в London Astoria і завершилося 31 березня 2006 року аншлаговим концертом в Мехіко. Oasis відіграли більше живих концертів, ніж будь-коли раніше з часів туру Definitely Maybe, відвідавши 26 країн і виступивши 113 раз для понад 3,2 млн людей. Тур пройшов без серйозних інцидентів і став найуспішнішим для гурту за останні десять років. Виступи включали концерти в Нью-Йорку в «Медісон-сквер-гардені» та в Лос-Анджелесі на «Голлівуд-боулі». Під час туру зняли документальний фільм Lord Don't Slow Me Down, режисером якого став Бейллі Волш. Його прем'єра відбулася в жовтні 2007 року.
У 2006 році Oasis випустили подвійну збірку Stop the Clocks, яка, на думку гурту, містила їхні «визначальні» пісні. У лютому 2007 року гурт отримав Brit Award за видатний внесок у музику і зіграв кілька своїх найвідоміших пісень під час церемонії. У жовтні 2007 року гурт випустив свій перший сингл у цифровому форматі — «Lord Don't Slow Me Down». Пісня дебютувала на десятому місці в британських чартах.

### 2007—2009:Dig Out Your Soul
Зростання популярності Oasis після успіху Don't Believe the Truth підтвердилося в лютому 2008 року, коли за результатами опитування журналу Q та мережі магазинів HMV Definitely Maybe і (What's the Story) Morning Glory? посіли перше та друге місце в списку 50 найкращих британських альбомів за останні 50 років. До списку також увійшли Don't Believe the Truth (14-е місце) та раніше жорстко розкритикований деякими ЗМІ Be Here Now (22-ге місце).

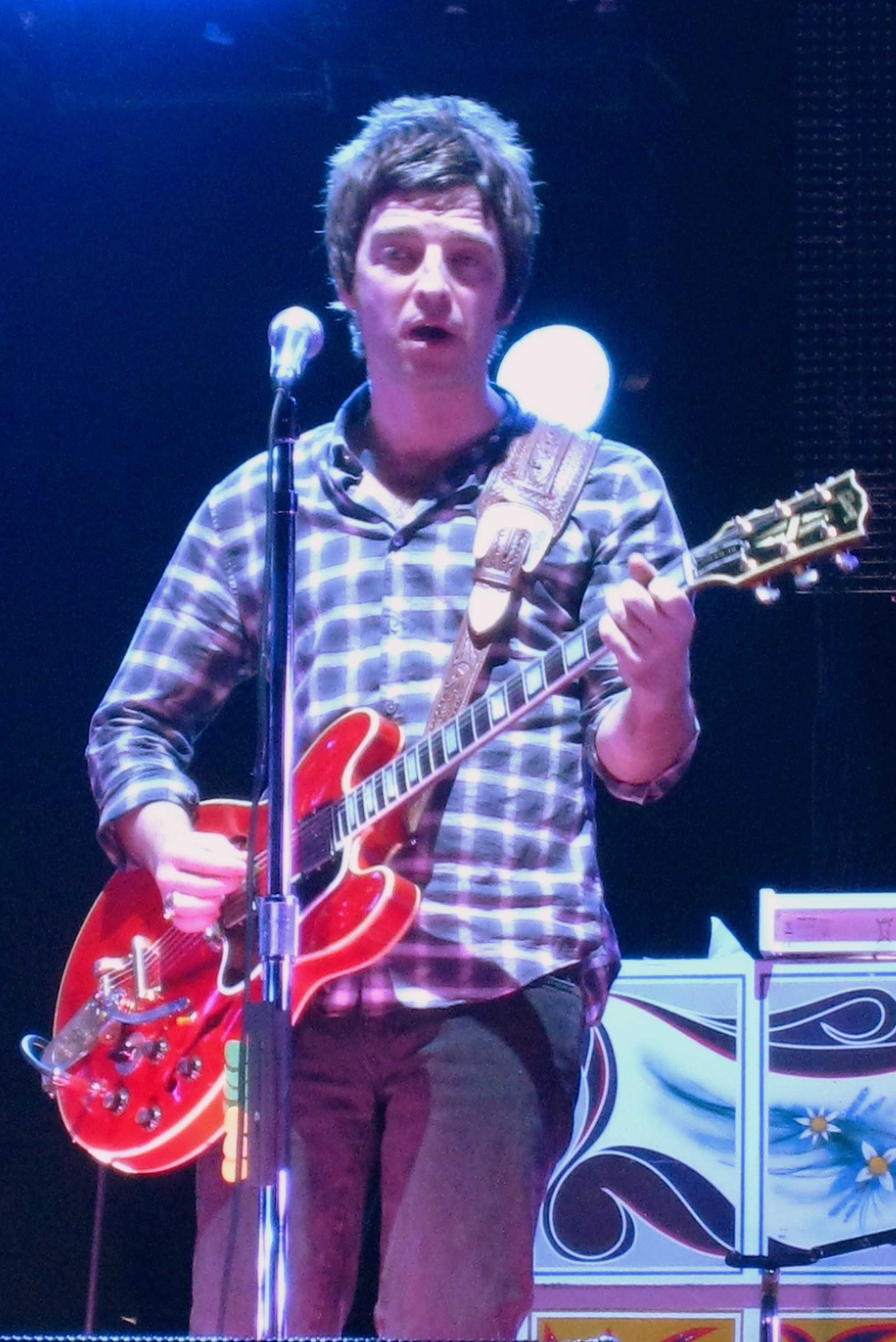
Ноел Ґаллагер під час виступу в Монреалі в 2008 році

З липня по вересень 2007 року Oasis почали запис нового матеріалу. За цей час вони встигли закінчити дві нові пісні та записати демоверсії решти, після чого гурт взяли двомісячну перерву через народження сина Ноела. Гурт повернувся до студії 5 листопада 2007 року та завершив запис приблизно в березні 2008 року з продюсером Дейвом Сарді. У травні 2008 року Зак Старкі залишив гурт. Під час концертного туру його замінив барабанщик Кріс Шеррок, колишній учасник гурту The Icicle Works і The La's, який так само не став офіційним учасником Oasis. Перший сингл з альбому, «The Shock of the Lightning», написаний Ноелом Ґаллагером, вийшов 29 вересня 2008 року. Альбом отримав назву Dig Out Your Soul і вийшов 6 жовтня, посівши перше місце у хіт-параді Великої Британії та п'яте місце в американському Billboard. Oasis вирушили в турне з підтримкою гуртів Kasabian, The Enemy і Twisted Wheel, яке тривало близько 18 місяців і мало закінчитися у вересні 2009 року. 7 вересня 2008 року під час виступу на Virgin Festival у Торонто один з глядачів вибіг на сцену й атакував Ноела. Унаслідок нападу музикант отримав перелом і зміщення трьох ребер, і гурт був змушений скасувати кілька концертів, поки він одужував. У червні 2008 року колектив перепідписав контракт із Sony BMG на ще три альбоми.
25 лютого 2009 року Oasis отримали нагороду NME як найкращий британський гурт 2009 року, а авторський проєкт Ноела «Tales from the Middle of Nowhere» визнано найкращим блогом року. 4 червня 2009 року Oasis відіграли перший з трьох концертів у парку Гітон, Манчестер; музиканти двічі мусили покинути сцену через несправність генератора, а після цього оголосили, що концерт буде безплатним, що дуже потішило 70 000 власників квитків, 20 000 з яких вимагали повернення коштів. Наступні два концерти гурту на цьому майданчику, 6 і 7 червня, пройшли з великим успіхом; попри мінливу погоду, фанати гурту вийшли тисячами на підтримку.

### 2009—2024: Розпад і подальший розвиток

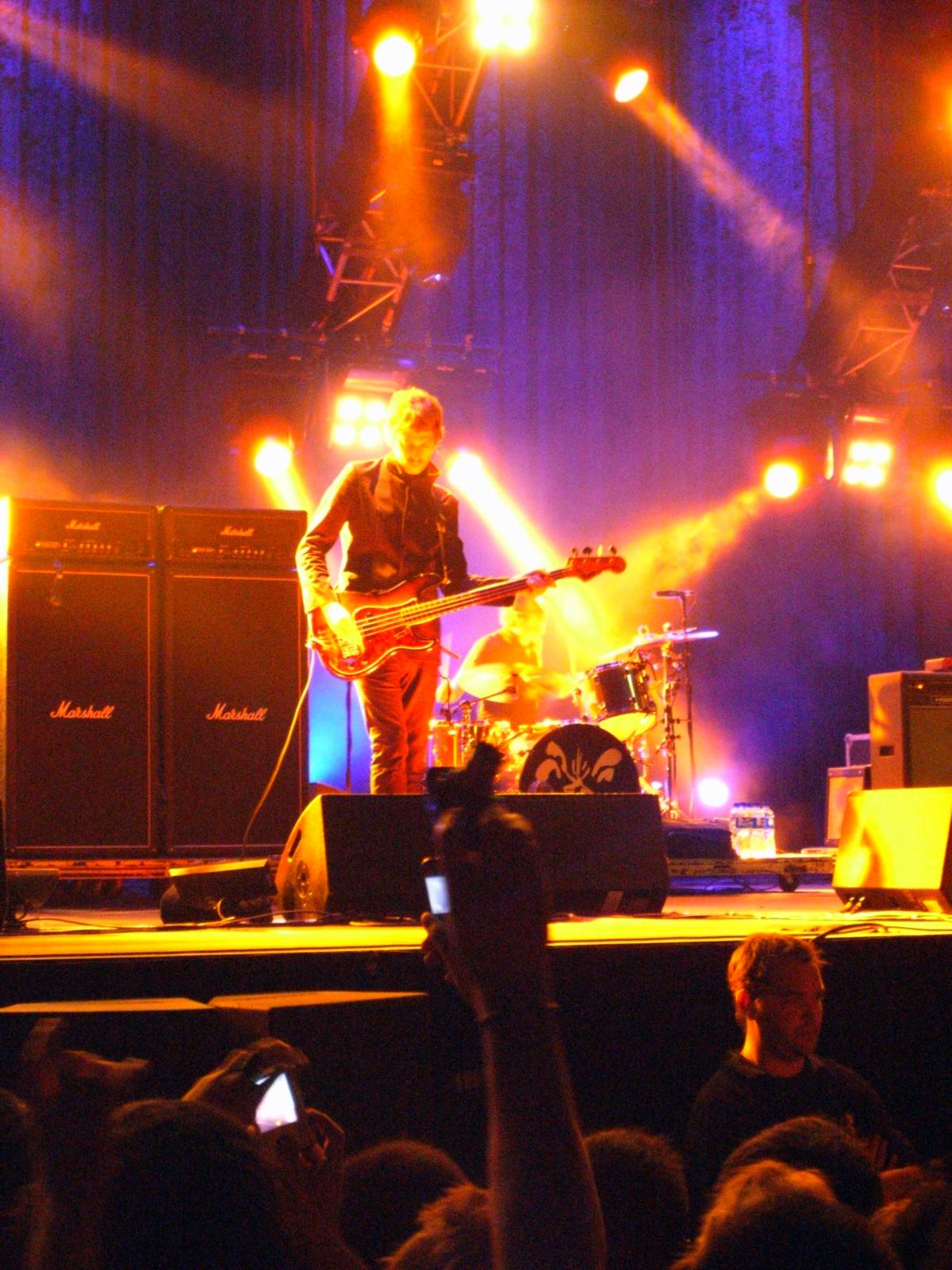
Виступ Oasis у Гонконзі у квітні 2009 року під час туру Dig Out Your Soul — останнього їхнього туру на сьогоднішній день

Після того, як Ліам захворів на ларингіт, Oasis скасували виступ на V Festival у Челмсфорді 23 серпня 2009 року. У 2011 році Ноел заявив, що концерт було скасовано через те, що у Ліама було похмілля. Згодом Ліам зажадав вибачень і подав на Ноела до суду, заявивши: «Правда в тому, що в мене був ларингіт, про що Ноел був повністю обізнаний того ранку, діагноз поставив лікар». Ноел попросив вибачення, і позов було відкликано. 28 серпня 2009 року гурт мав брати участь у фестивалі Rock en Seine поблизу Парижа, однак посеред свого виступу фронтмен Bloc Party Келе Окереке (разом із тур-менеджером гурту) оголосив, що Oasis не вийдуть на сцену. Через дві години на сайті гурту з'явилася заява Ноела:
З деяким сумом і великим полегшенням… сьогодні ввечері я покидаю Oasis. Люди будуть писати і говорити, що їм завгодно, але я просто не міг продовжувати працювати з Ліамом ні дня більше.
Ліам та інші учасники Oasis вирішили продовжити свою діяльність під назвою Beady Eye, випустивши два студійні альбоми, після чого розпалися у 2014 році. У 2017 році Ліам розпочав сольну кар'єру і випустив три студійні альбоми, а Артурс час від часу приєднувався до нього на гастролях. Ноел створив сольний проєкт Noel Gallagher's High Flying Birds у 2011 році, і випустив чотири студійні альбоми, пізніше до нього приєдналися Шеррок й Арчер. Белл возз'єднався з колишнім гуртом Ride.
16 лютого 2010 року на церемонії Brit Awards Oasis здобули нагороду за найкращий британський альбом останніх тридцяти років, яким було визнано (What's the Story) Morning Glory?. Ліам здобув премію власноруч, після чого виголосив промову, у якій подякував Боунхеду, Макґвіґану та Алану Вайту, але не Ноелу, і кинув свій мікрофон і нагороду в натовп. Пізніше він виправдовував свої дії, заявивши, що хотів у такий спосіб хотів віддати шану решті учасників гурту, про яких не згадують так часто, як про конфлікт між братами. 14 червня 2010 року вийшла збірка синглів Time Flies… 1994–2009. Вона стала останнім альбомом гурту, який посів першу сходинку в британському чарті альбомів. 19 травня 2014 року вийшло ремастерингове видання Definitely Maybe, яке також містило демозаписи та живі виступи.
У своєму інтерв'ю NME у липні 2016 року Ноел заявив, що міг би віддати свої права на назву Oasis, якби решта учасників гурту його про це попросила. Щодо самого відродження колективу він сказав наступне:
Я б заплатив, щоб подивитися [як вони впораються без мене]. Я думаю, це було б до біса цікаво. Ми могли б пустити слух, що я збираюся реформувати гурт без Ліама та буду використовувати голограму, як було з Тупаком на «Коачеллі». Ну, а якщо серйозно, я не збираюся їм заважати. Це, напевно, буде вкрай кумедно. Я спокійно до цього ставлюся.

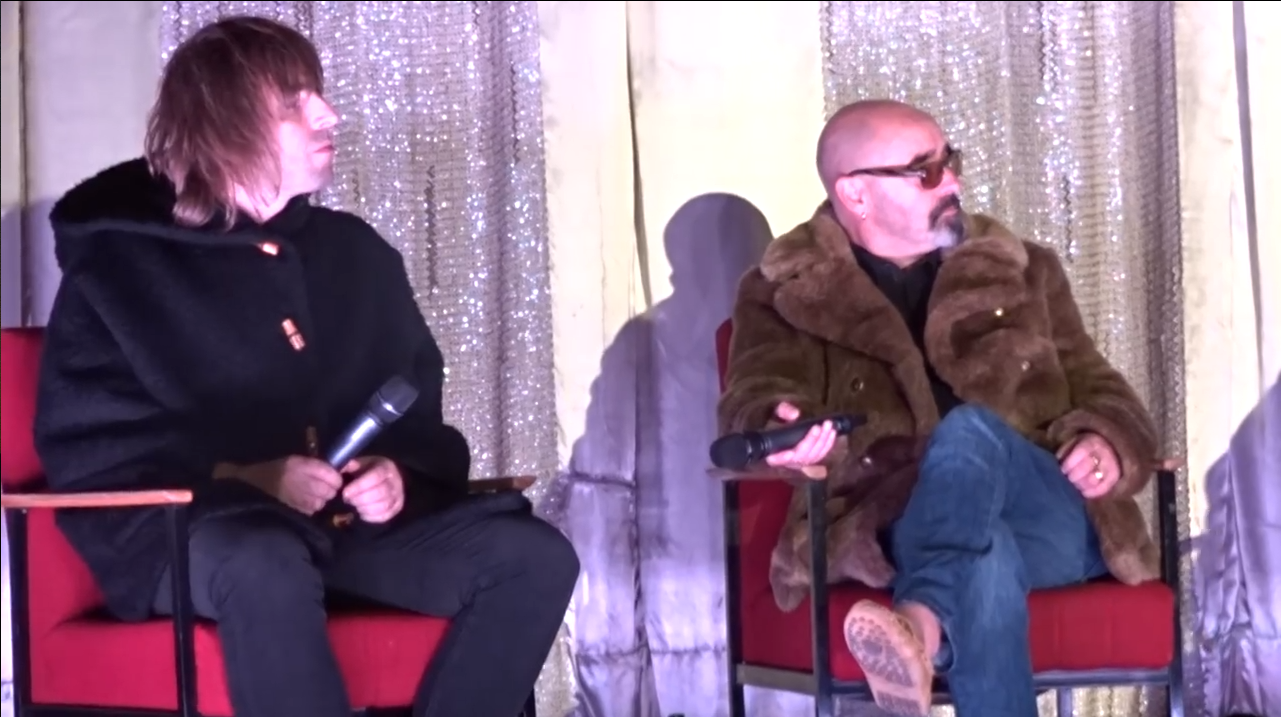
Ліам Ґаллагер і Пол Артурс на берлінській прем'єрі документального фільму Oasis: Supersonic 2016 року

26 жовтня 2016 року вийшов документальний фільм Oasis: Supersonic, який розповідає про історію гурту від його зародження до піку популярності влітку 1996 року. Ще один документальний фільм вийшов у вересні 2021 року, на честь 25-річчя рекордних концертів Oasis у Небворті. Новий демозапис «Don't Stop…», раніше знаний лише за записом під час саундчеку в Гонконзі, віднайшовся під час пандемії COVID-19 і вийшов 3 травня 2020 року. Того ж ранку він набрав один мільйон переглядів на YouTube і сягнув 80-го місця в британському чарті синглів.

### 2024—нині: Возз'єднання та тур Oasis Live '25
27 серпня 2024 року, майже через 15 років після розпаду, Oasis оголосили про возз'єднання для виступів у Великій Британії та Ірландії в липні — серпні 2025 року, заявивши: «Зброя замовкла. Зорі вишикувалися. Велике очікування закінчилося. Приходьте і подивіться. Цього не покажуть по телебаченню». Пізніше з'явилися чутки, що співзасновник Пол Артурс і учасники Noel Gallagher's High Flying Birds виступлять разом із братами. Інші колишні учасники Алан Вайт і Ґем Арчер також були зацікавлені в реюніоні. Крім того, Ліам Ґаллагер повідомив у твіттері, що Oasis закінчили роботу над новим альбомом, але згодом заявив, що пожартував. 21 жовтня в соцмережах гурту було підтверджено, що колишній фронтмен гурту The Verve Річард Ешкрофт стане спеціальним гостем під час туру Великою Британією та Ірландією.
30 серпня 2024 року, після новини про возз'єднання, Oasis випустили ювілейне 30-те видання свого дебютного альбому Definitely Maybe. Тиждень по тому він очолив британський чарт, а Time Flies і Morning Glory відповідно піднялися на третє та четверте місця в хіт-параді. Ще три альбоми Oasis увійшли до сотні найкращих: The Masterplan (41-ше місце), Be Here Now (42-ге місце) і Heathen Chemistry (97-ме місце). Сингл «Live Forever» посів восьме місце в офіційному британському чарті, перевершивши своє досягнення 1994 року на дві сходинки, а «Don't Look Back In Anger» і «Wonderwall» відповідно посіли 9-те та 11-те місця.
30 вересня 2024 року гурт анонсував північноамериканські концерти в Канаді, США і Мексиці, які відбудуться в період із серпня по вересень 2025 року. 7 жовтня 2024 року в соціальних мережах гурту було заявлено про концерти в Австралії, заплановані на жовтень — листопад 2025 року в Мельбурні та Сіднеї. 5 листопада було повідомлено про південноамериканську частину туру, у рамках якої гурт відіграє концерти в Аргентині, Бразилії та Чилі впродовж другої половини листопада 2025 року. 22 листопада відбувся анонс концертів у Японії та Південній Кореї на кінець жовтня 2025 року.

## Музичний стиль і натхнення
Музичний стиль Oasis характеризують як рок. Їхню музику описують як бритпоп, інді-рок, альтернативний рок, поп-рок, неопсиходелію, психоделічний рок і павер-поп. Найбільший вплив на Oasis справили «Бітлз» — цей вплив британські ЗМІ часто називали «одержимістю». На гурт також сильно вплинули інші гурти Британського вторгнення 1960-х років, зокрема The Kinks, The Rolling Stones і The Who. Іншим значним впливом, особливо на початку кар'єри гурту, був британський панк-рок 1970-х років, зокрема гурт Sex Pistols та їхній альбом Never Mind the Bollocks, Here's the Sex Pistols (1977), а також The Damned і The Jam/Пол Веллер. Крім того, учасники Oasis зазначали вплив або натхнення від AC/DC, Acetone, Берта Бакарака, Beck, Bee Gees, Девіда Бові, The Doors, Fleetwood Mac ери Пітера Гріна, Grant Lee Buffalo, The La's, MC5, Nirvana, Pink Floyd, Slade, The Smiths, The Soundtrack of Our Lives, The Specials, The Stone Roses, The Stooges, T. Rex, The Verve, The Velvet Underground/Лу Ріда і Ніла Янга.
Перші три альбоми Oasis рясніли гучними треками, у яких Ноел виконував енергійні гітарні партії та блюзові рифи, а Ліам доконував їх своїм носовим вокалом, завиваючи та витягуючи слова з характерним манчестерським акцентом. Ці динамічні бритпоп-композиції різко контрастували з відшліфованішими попмелодіями Blur, їхніх головних конкурентів у чартах. Критик Крег Метісон описав авторський підхід Ноела наступним чином: «Його інстинкти були популістськими, але інтуїтивними — у Ноела не було часу на психологічне самокопання, характерне для The Beatles, а від The Sex Pistols він перейняв „стіну звуку“, яку гітарист Стів Джонс створив на тлі єретичних витівок Джонні Роттена». Музичний стиль і тексти пісень гурту, особливо на початку кар'єри, були глибоко вкорінені в робітничому походженні Ліама та Ноела. Так, на думку письменника Алекса Нівена, ранні пісні Oasis («Rock ’n’ Roll Star», «Cigarettes & Alcohol», «Don't Look Back in Anger», «Champagne Supernova») чи не найдужче з 1960-х років передавали колективний запал робітничого класу в британській попмузиці, поєднуючи ідеалізм глем-року, виразний крик панку, ейфорійність рейву та мелодійний гуманізм і розмах The Beatles. Найбільший хіт гурту, пісня «Wonderwall», вирізняється спокійною мелодією та простим, як у вуличних музикантів, аранжуванням, завдяки чому як Oasis, так і Ліам уперше зазвучали вразливо. Інша пісня «Live Forever», яка стала однією з візитних карток гурту, поєднує в'їдливий вокал у стилі Джона Леннона з оптимістичним посилом, подібним до творчості Пола Маккартні.
Ближче до 2000-х їхній стиль почав еволюціонувати: новий продюсер Марк Стент допоміг гурту поєднати трипову електроніку з важким роком у Standing on the Shoulders of Giants, надавши музиці сучаснішого звучання. Наступний альбом Heathen Chemistry намагався збалансувати експериментальні риси попереднього релізу з чистим роком, водночас розвинувши колективний підхід до написання пісень. Однак результати всіх цих експериментів значно поступалися першим роботам за оригінальністю. 2002 року Алексіс Петрідіс, головний оглядач рок- і попмузики The Guardian, критично висловлювався про новий матеріал гурту, схарактеризувавши його як низку безнадійних спроб віднайти те, що колись зробило їх великими. У ретроспективі критик Джон Доран зауважував, що рішення Ноела залучити інших учасників гурту до написання пісень негативно позначилося на музиці Oasis, перетворивши її на паб-рок, що прагне догодити всім. Останні два альбоми, сприйняті дещо тепліше, включають Don't Believe the Truth, що тяжіє до простішого, традиційного рок-звучання з невибагливими аранжуваннями та структурним розмаїттям пісень, та Dig Out Your Soul, який пропонує більше груву, але залишається досить шаблонним, із засиллям одноманітних середньотемпових композицій і психоделічними гімнами з псевдоіндійськими мотивами.

## Судові справи через авторські права на пісні
Проти Ноела Ґаллагера та Oasis було подано три позови за плагіат. Перший випадок стосувався Ніла Іннеса (колишнього учасника гуртів Bonzo Dog Doo-Dah Band і The Rutles), який подав позов, щоб довести, що пісня Oasis «Whatever» запозичена з його пісні «How Sweet to Be an Idiot». Іннес зрештою отримав роялті та його зазначили як співавтора. Ноел Ґаллагер у 2010 році заявив, що плагіат був ненавмисним і він не знав про подібності, поки йому не повідомили про судову справу Іннеса. Другий випадок стався, коли на Oasis подала до суду компанія Coca-Cola, через що їм довелося сплатити 500 000 доларів США компенсації гурту The New Seekers — корпорація заявила, що пісня Oasis «Shakermaker» запозичила слова та мелодію з «I'd Like to Teach the World to Sing». Коли Ноела запитали про цей випадок, він жартома сказав: «Тепер усі ми п'ємо Пепсі». Третій та останній випадок стосувався промоційних копій альбому (What's the Story) Morning Glory?, до яких спочатку додали невипущену бонусну пісню «Step Out». Цей промоційний CD швидко відкликали та замінили на версію без цієї пісні, оскільки вона нібито була схожа на пісню Стіві Вандера «Uptight (Everything's Alright)». Офіційні випуски «Step Out», зокрема як бі-сайд до синглу «Don't Look Back in Anger» та на альбомі Familiar to Millions, зазначають «Стіві Вандера та інших» як співавторів.
Пісня 2003 року «Life Got Cold» британського гурту Girls Aloud привернула увагу через схожість гітарного рифу та мелодії з піснею Oasis «Wonderwall». У рецензії від BBC було зазначено: «частина приспіву звучить так, ніби ось-ось перетвориться на „Wonderwall“ від Oasis». Warner/Chappell Music відтоді зарахували Ноела Ґаллагера як співавтора.

## Спадок і вплив
Oasis визнають одним з найважливіших і найвідоміших рок-гуртів 1990-х років. У цей період їх величали найбільшим музичним явищем Британії з часів The Beatles або панк-року. Завдяки гучній битві за чарти з Blur Oasis стали широко знані як один з провідних гуртів бритпопу, хоча самі Ґаллагери зневажали це поняття, вважаючи його конструктом ЗМІ. Ноел же стверджував, що вони були «останнім великим традиційним рок-н-рольним гуртом». Зайнявши чільне місце в музичному ландшафті країни, Oasis стали невіддільною частиною британської попкультури 90-х, зокрема епохи під назвою Cool Britannia. Брати Ґаллагери прославилися своїм бунтівним характером, самовпевненою поведінкою та постійними чварами — у 1995 році запис чергової їхньої суперечки випустили як сингл, якому навіть вдалося зайняти 52-гу сходинку в британському чарті. Ці риси, які залишалися з ними впродовж усієї кар'єри, одразу привернули увагу мас і зробили їх обличчями парубочої субкультури.
Перші два альбоми Definitely Maybe та (What's the Story) Morning Glory? регулярно згадуються з-поміж найкращих альбомів в історії музики: у 2006 році вони зайняли відповідно № 5 і № 8 у списку «100 найкращих альбомів усіх часів» за версією журналу Q, журнал Rolling Stone включив обидва альбоми до свого списку 500 найкращих альбомів усіх часів, а Morning Glory у 2007 році увійшов до списку 200 визначальних альбомів Зали слави рок-н-ролу. Багато гуртів і виконавців зазначали Oasis як свого натхненника та джерело впливу: серед них Alvvays, Arctic Monkeys, Catfish and the Bottlemen, Coldplay, the Coral, Deafheaven, Kasabian, the Killers, Maroon 5, the Pretty Reckless, Weezer і Раян Адамс. Дейв Ґрол, барабанщик Nirvana та засновник гурту Foo Fighters, назвав Oasis «найкращим гуртом, який [він] бачив у своєму житті», а його колега Ларс Ульріх з Metallica відгукнувся про Ноела Ґаллагера як найкращого автора-виконавця, відзначивши досконалу простоту його пісень.
Станом на 2022 рік Oasis продали понад 70 мільйонів записів в усьому світі, що робить їх одними з найбільш продаваних музичних виконавців усіх часів. Вони є одними з найуспішніших виконавців в історії UK Singles Chart та UK Albums Chart, здобувши вісім синглів і вісім альбомів, що очолювали британські чарти. У 2010 році гурт занесено до Книги рекордів Гіннеса за «найдовше перебування гурту в топ-10 британських музичних чартів», маючи 22 хіти в першій десятці в себе на батьківщині. Гурт також утримує рекорд найуспішнішого гурту у Великій Британії між 1995 та 2005 роками, протримавшись 765 тижнів у чарті топ-75 альбомів та синглів. За межами Британії гурт зумів завоювати велику аудиторію в континентальній Європі, Латинській Америці та Азії, але у Сполучених Штатах їхній успіх був помірним — лише три альбоми Oasis здобули платинову сертифікацію RIAA. Музичний оглядач The Sydney Morning Herald Крег Метісон у ретроспективі так описав найбільший виступ Oasis у зеніті своєї слави:
Імперський масштаб Небворту був для Oasis, по суті, природним середовищем. […] Як і попередні хедлайнери Небворту Pink Floyd та Led Zeppelin, Oasis були вже занадто великими для провалу. Саме так звучить визначення цілої епохи — вкупі з усім дуркуватим базіканням зі сцени.
Брати Ґаллагери також сильно вплинули на моду 1990-х — під впливом нещодавно відгримілої медчестерської сцени, мод-культури 1960-х років та субкультури футбольних кежуалів вони створили фірмовий стиль, глибоко вкорінений у британській спадщині, який постійно еволюціонував, залишаючись свіжим і актуальним. Гурт популяризував парки, вітровки, теніски й панамки, зробивши ці предмети одягу усталеними атрибутами британського стилю, зумівши вдало поєднати їх з елементами спортивного одягу на кшталт Adidas Gazelle і світшотів Stone Island. Образ Ліама Ґаллагера здобув значну популярність серед футбольних фанатів та вирізнявся куртками Stone Island, вільними джинсами Levi's 504 та оверсайз-футболками, що зробило його вигляд легко відтворюваним і водночас унікальним. Їхній вплив на моду зберігається й донині, надихаючи сучасні тренди, такі як «bloke-core» та «indie sleaze».
Хоча гурту не судилося повернути колишній рівень слави після релізу альбому Be Here Now, Oasis залишилися надзвичайно впливовими в британській музиці та культурі. Після розпаду гурту у 2009 році їхня творчість продовжила набирати популярність, зокрема серед молодої аудиторії та через стримінгові платформи. Так, пісня «Wonderwall» стала першою композицією 1990-х років, яка перевищила мільярд прослуховувань на Spotify. Після теракту в Манчестері у 2017 році пісня «Don't Look Back in Anger» набула нового значення як гімн стійкості та солідарності перед трагедією завдяки вірусному відео, на якому містяни заспівали її під час ушанування жертв. У лютому 2024 року — на шостий рік, відколи їм було дозволено кваліфікуватися — Oasis номінували до Зали слави рок-н-ролу. До початкової номінації ввійшли брати Ґаллагери, Макґвіґан, Вайт, Артурс, Маккерролл, Арчер і Белл.

## Члени гурту

### Поточні члени
- Ліам Ґаллагер (1991—2009, з 2024) — вокал, бубон, акустична гітара
- Ноел Ґаллагер (1991—2009, з 2024) — соло-гітара, ритм-гітара, клавішні, бас-гітара

### Колишні члени
- Пол «Боунхед» Артурс (1991—1999) — ритм-гітара, соло-гітара, клавішні, бас-гітара
- Пол Макґвіґан (1991—1999) — бас-гітара
- Тоні Маккерролл (1991—1995) — ударні, перкусія
- Алан «Вайті» Вайт (1995—2004) — ударні, перкусія
- Ґем Арчер (1999—2009) — ритм-гітара, соло-гітара, бек-вокал, клавішні, гармоніка
- Енді Белл (1999—2009) — бас-гітара, ритм-гітара, соло-гітара, клавішні
- Зак Старкі (2004—2008) — ударні, перкусія
- Кріс Шеррок (2008—2009) — ударні, перкусія

### Колишні учасники гастролей
- Скотт Маклауд (1995) — бас-гітара
- Джанетт Мейсон (1996) — клавішні
- Марк Фелтем (1996) — гармоніка
- Майк Роув (1997—2000, 2001) — клавішні
- Метт Дейтон (2000) — ритм-гітара
- Стів Вайт (2001) — ударні
- Зеб Джеймсон (2000—2001) — клавішні
- Джей Дарлінгтон (2002—2009) — клавішні

## Дискографія

### Студійні альбоми
- 1994 — Definitely Maybe
- 1995 — (What's the Story) Morning Glory?
- 1997 — Be Here Now
- 2000 — Standing on the Shoulder of Giants
- 2002 — Heathen Chemistry
- 2005 — Don't Believe the Truth
- 2008 — Dig Out Your Soul

### Концертні альбоми
- 2000 — Familiar to Millions
- 2021 — Knebworth 1996

### Збірки
- 1996 — Definitely Maybe: Singles
- 1996 — (What's the Story) Morning Glory?: Singles
- 1998 — The Masterplan
- 2006 — Stop the Clocks
- 2010 — Time Flies… 1994–2009

## Концертні тури
- Definitely Maybe (1994—1995)
- (What's the Story) Morning Glory? (1995—1996)
- Be Here Now (1997—1998)
- Standing on the Shoulder of Giants (1999—2001)
- The Tour of Brotherly Love (2001)
- 10 Years of Noise and Confusion (2001)
- Heathen Chemistry (2002—2003)
- Don't Believe the Truth (2005—2006)
- Dig Out Your Soul (2008—2009)
- Oasis Live '25 (2025)

## Нагороди та номінації
- Brit Awards: 6 перемог, включаючи Видатний внесок у музику та Найкращий альбом останніх 30 років за (What's the Story) Morning Glory?.[244]
- Греммі: 2 номінації, включаючи «Найкраще рок-вокальне виконання дуетом або групою» та «Найкраща рок-пісня».[245]
- Mercury Prize: 2 номінації.[246]
- NME Awards: 17 перемог.[244]
- Q Awards: 9 перемог.[247]
- MTV Europe Music Awards: 4 перемоги.[247]
- Ivor Novello Awards: 2 перемоги.[244]

Oasis також відзначали інші нагородні організації, як-от MTV Japan Awards та UK Music Video Awards.

### Виноски
1. ↑  Harris, John. Britpop!: Cool Britannia and the Spectacular Demise of English Rock. Da Capo Press, 2004. ISBN 0-306-81367-X, ст. 124–25
2. ↑  Oasis, Other – The Boardwalk, 14 серпня 1991. Manchester Digital Music Archive. Архів оригіналу за 20 серпня 2021. Процитовано 20 серпня 2021.
3. ↑  Taysom, Joe (19 жовтня 2020). Oasis' setlist at their first-ever gig with Noel Gallagher. Far Out Magazine (англ.). Архів оригіналу за 20 серпня 2021. Процитовано 20 серпня 2021.
4. ↑  McCarroll, Tony (2011). Chapter 3: A Definite Maybe. Oasis The Truth. John Blake.
5. 1 2  Harris, ст. 125–26
6. ↑  What's the story so far?. BBC. 25 серпня 1999. Архів оригіналу за 17 січня 2008. Процитовано 5 жовтня 2024.
7. ↑  Harris, ст. 127–28
8. ↑  VH1 Behind the Music, VH1, 2000
9. ↑  Dingwall, John (17 листопада 2013). Music guru Alan McGee: If I'm being honest.. all I could wish for came true. Daily Record (англ.). Процитовано 9 лютого 2024.
10. ↑  «Oasis.» Encyclopedia of Popular Music, 4th ed. Ed. Colin Larkin. Oxford Music Online. Oxford University Press.
11. ↑  Harris, ст. 131
12. ↑  Harris, ст. 149
13. ↑  Mundy, Chris (2 травня 1996). Ruling Asses: Oasis Have Conquered America, and They Won't Shut Up About It. Rolling Stone (амер.). Процитовано 11 травня 2024.
14. ↑  Harris, ст. 178
15. ↑  Grundy, Gareth (30 серпня 2009). Born To Feud. The Guardian. Архів оригіналу за 29 грудня 2017. Процитовано 27 лютого 2013.
16. ↑  Harris, ст. 189
17. ↑  Harris, ст. 213
18. ↑  Almost famous. Supanet. Архів оригіналу за 22 червня 2018. Процитовано 28 вересня 2014.
19. ↑  £550,000 for sacked Oasis drummer. BBC News. 3 березня 1999. Архів оригіналу за 30 червня 2003. Процитовано 3 лютого 2008.
20. ↑  Harris, ст. 226
21. ↑  Turbervill, Huw (27 серпня 2024). Cricket's part in Oasis going supersonic. The Cricketer. Архів оригіналу за 29 вересня 2024. Процитовано 29 вересня 2024.
22. ↑  Heward, Emily (26 квітня 2014). Oasis at Glastonbury: a look back. Manchester Evening News. Архів оригіналу за 27 квітня 2014. Процитовано 21 жовтня 2024.
23. ↑  When Blur beat Oasis in the battle of Britpop. The Telegraph. Архів оригіналу за 25 березня 2020. Процитовано 17 вересня 2019.
24. ↑  Harris, ст. 235
25. ↑  Harris, ст. 233
26. ↑  Author unknown. «Cockney revels». NME. 26 серпня 1995.
27. ↑  «Noel Gallagher in Blur Aids outburst». Melody Maker. 23 вересня 1995.
28. ↑  Harris, ст. 251
29. ↑  Robinson, John (19 червня 2004). Not here now. The Guardian. London. Архів оригіналу за 2 жовтня 2012. Процитовано 9 березня 2008.
30. ↑  Copsey, Rob (4 липня 2016). The UK's 60 official biggest selling albums of all time revealed. Official Charts Company. Архів оригіналу за 9 липня 2016. Процитовано 11 травня 2018.
31. ↑  OASIS album sales. BestSellingAlbums.org. Процитовано 8 жовтня 2024.{{cite news}}:  Обслуговування CS1: Сторінки з параметром url-status, але без параметра archive-url (посилання)
32. ↑  Mason, Tom; Randall, Lucian (2012). Noel Gallagher - The Biography. John Blake. ISBN 9781782190912.
33. ↑  Oasis: Bigger than The Beatles (англ.). MTV. 5 січня 1996. Архів оригіналу за 9 липня 2022. Процитовано 29 вересня 2024.
34. ↑  Paul McCartney: 'Oasis’ biggest mistake was saying they were bigger than The Beatles’. NME (англ.). 31 травня 2016. Архів оригіналу за 7 квітня 2020. Процитовано 7 квітня 2020.
35. ↑  Noel Gallagher says he 'wrote better lyrics' when he was high. NME (англ.). 22 травня 2015. Архів оригіналу за 10 червня 2015. Процитовано 10 жовтня 2024.
36. ↑  Alan McGee (2013) «Creation Stories: Riots, Raves and Running a Label». p. 31. Pan Macmillan
37. ↑  Harris, ст. 298–99
38. ↑  Live Forever: The Rise and Fall of Brit Pop (DVD). Лондон: Passion Pictures. 2004.
39. 1 2  Strauss, Neil (10 вересня 1996). Sounding Like the Beatles, And Acting More Popular. The New York Times. Архів оригіналу за 3 квітня 2015. Процитовано 28 березня 2015.
40. ↑  Haydon, John. The List: Liam Gallagher's worst moments. The Washington Times. Архів оригіналу за 4 серпня 2014. Процитовано 27 лютого 2013.
41. ↑  Harris, ст. 310
42. 1 2  1996 MTV Video Music Awards. MTV. Архів оригіналу за 12 червня 2015. Процитовано 28 вересня 2014.
43. ↑  Harris, ст. 312
44. ↑  Harris, ст. 313
45. 1 2 3 4  'Flattened by the cocaine panzers' – the toxic legacy of Oasis's Be Here Now. The Guardian. Архів оригіналу за 6 червня 2017. Процитовано 23 вересня 2021.
46. ↑  Just Liam: The First Solo Interview. Daily Telegraph (en-UK) . 16 серпня 1997. Процитовано 9 жовтня 2024.
47. ↑  Harris, ст. 342.
48. ↑  LIVE FOREVER. Rolling Stone. 9 жовтня 1997. Архів оригіналу за 15 липня 2007. Процитовано 28 вересня 2014.
49. ↑  Crossley, Neil (6 вересня 2024). “No album in history has experienced such a swift and dramatic reversal of fortune": The great Oasis Be Here Now debate. MusicRadar (англ.). Архів оригіналу за 6 вересня 2024. Процитовано 30 вересня 2024.
50. ↑  Noel Gallagher has a lot of regrets about 'Be Here Now'. NME. Архів оригіналу за 20 жовтня 2020. Процитовано 5 квітня 2020.
51. ↑  Lanham, Tom. Far from Idle. The Wave Magazine. Архів оригіналу за 16 грудня 2006. Процитовано 30 вересня 2024.
52. ↑  Gallagher shrugs off Oasis departure. BBC News. 10 серпня 1999. Архів оригіналу за 12 листопада 2005. Процитовано 9 березня 2008.
53. ↑  Noel & Liam Gallagher - Q - травня 2002. Q (en-UK) . 1 травня 2002. Процитовано 10 жовтня 2024.
54. ↑  And the band played on. The Guardian. 26 серпня 1999. Процитовано 10 жовтня 2024.{{cite news}}:  Обслуговування CS1: Сторінки з параметром url-status, але без параметра archive-url (посилання)
55. ↑  Gallagher Brothers Say Oasis Bassist's Departure Won't Kill the Band. Rolling Stone. 25 серпня 1999. Архів оригіналу за 18 січня 2008. Процитовано 28 вересня 2014.
56. ↑  Q Magazine - June 2002. Interview with Andy, Gem and Alan. The Unlikely Lads. Q (en-UK) . 1 червня 2002. Процитовано 10 жовтня 2024.
57. ↑  Randall, Lucian (2012). Noel Gallagher – The Biography. Kings Road Publishing.
58. 1 2 3 4  OASIS songs and albums. Official Charts (англ.). Процитовано 30 вересня 2024.
59. ↑  Chart History | Oasis | Billboard 200. Billboard (англ.). Процитовано 30 вересня 2024.
60. ↑  Oasis: Standing On The Shoulder of Giants turns twenty. Louder than War (англ.). 15 січня 2020. Процитовано 8 жовтня 2024.
61. ↑  My, How the Giants Have Fallen. Rolling Stone (англ.). 15 березня 2000. Архів оригіналу за 27 грудня 2008. Процитовано 30 вересня 2024.
62. ↑  Oasis Noel quits tour. BBC News. 23 травня 2000. Архів оригіналу за 1 вересня 2009. Процитовано 15 грудня 2007.
63. ↑  Familiar to Millions by Oasis Reviews and Tracks - Metacritic. Архів оригіналу за 19 січня 2022. Процитовано 22 січня 2022.
64. ↑  Oasis Kick off at Wembley. NME. 23 липня 2000. Архів оригіналу за 1 вересня 2024. Процитовано 29 вересня 2024.
65. ↑  Elvis and Oasis enjoy chart success. BBC News. 7 липня 2002. Архів оригіналу за 3 лютого 2009. Процитовано 14 грудня 2007.
66. ↑  Heathen Chemistry → Charts & Awards → Billboard Albums. Процитовано 14 грудня 2007.
67. ↑  Desert Oasis? Not while Liam's still breathing. Daily Telegraph. 8 липня 2002. Процитовано 9 жовтня 2024.{{cite news}}:  Обслуговування CS1: Сторінки з параметром url-status, але без параметра archive-url (посилання)
68. ↑  Heathen Chemistry > Overview. Written by Stephen Thomas Erlewine. Процитовано 14 грудня 2007.
69. ↑  Bluhm, David. Review - Oasis Heathen Chemistry. Gästeliste (нім.). Архів оригіналу за 30 вересня 2024. Процитовано 30 вересня 2024.{{cite web}}:  Обслуговування CS1: bot: Сторінки з посиланнями на джерела, де статус оригінального URL невідомий (посилання)
70. ↑  Show cancelled after Oasis hurt in car crash on US tour. The Guardian. 8 серпня 2002. Архів оригіналу за 22 травня 2023. Процитовано 30 вересня 2024.
71. ↑  Brawling Oasis singer 'on drugs'. BBC News. 5 травня 2004. Архів оригіналу за 20 червня 2017. Процитовано 9 березня 2008.
72. ↑  Oasis singer could face jail for bar brawl. The Scotsman. Архів оригіналу за 17 серпня 2011. Процитовано 28 вересня 2014.
73. ↑  Independent News article [Архівовано 17 грудня 2007 у Wayback Machine.]. Процитовано 9 березня 2008.
74. ↑  EUROPE березня 2003. Oasis Official Website. Архів оригіналу за 23 липня 2003. Процитовано 30 вересня 2024.
75. ↑  Pill, Steve (18 жовтня 2004). Death in Vegas. The Guardian (брит.). ISSN 0261-3077. Процитовано 22 липня 2023.
76. ↑  M, Staff (15 січня 2015). Noel Gallagher talks about past collaborations with Amorphous Androgynous and Death In Vegas. OasisMania (брит.). Процитовано 22 липня 2023.
77. ↑  Alan White. Oasis Official Website. Архів оригіналу за 17 листопада 2020. Процитовано 11 листопада 2020.
78. ↑  ALAN WHITE'S DEPARTURE FROM OASIS CONFIRMED. NME. 16 січня 2004. Архів оригіналу за 12 листопада 2020. Процитовано 11 листопада 2020.
79. ↑  Artist biography Alan White. drummerszone.com. Архів оригіналу за 29 вересня 2024.
80. ↑  FLASHBACK: Oasis on the Poole. Poole Lighthouse. 21 червня 2021. Архів оригіналу за 6 грудня 2023. Процитовано 9 жовтня 2024.
81. ↑  Oasis : Astoria Tuesday May 10th. NME. 12 вересня 2005. Архів оригіналу за 25 вересня 2015. Процитовано 28 вересня 2014.
82. ↑  Bishop, Tom (26 червня 2004). Oasis fail to surprise Glastonbury. BBC News. Архів оригіналу за 28 травня 2006. Процитовано 3 лютого 2008.
83. ↑  Beaumont, Mark (25 червня 2024). Was 2004 the worst Glastonbury ever? If you were an Oasis fan, yes. The Independent. Процитовано 9 жовтня 2024.{{cite news}}:  Обслуговування CS1: Сторінки з параметром url-status, але без параметра archive-url (посилання)
84. ↑  Joe Bosso (23 лютого 2012). Interview: Dave Sardy on producing Noel Gallagher, working at Abbey Road. MusicRadar. Процитовано 10 жовтня 2024.{{cite web}}:  Обслуговування CS1: Сторінки з параметром url-status, але без параметра archive-url (посилання)
85. ↑  Oasis: Don’t Believe The Truth. NME. 12 вересня 2005. Архів оригіналу за 26 грудня 2013. Процитовано 28 вересня 2014.
86. ↑  Reviews for Don't Believe The Truth by Oasis. Metacritic. Архів оригіналу за 17 лютого 2015. Процитовано 30 травня 2013.
87. ↑  Winners Q awards 2005. The Telegraph. Архів оригіналу за 25 жовтня 2007. Процитовано 28 вересня 2014.
88. ↑  McLean, Craig (4 червня 2005). Back in anger (...continued). The Telegraph. London. Архів оригіналу за 11 жовтня 2007. Процитовано 9 березня 2008.
89. ↑  Oasis announce details of 'Lord Don't Slow Me Down' DVD. Uncut. Процитовано 1 вересня 2024.
90. ↑  Oasis Reveal Stop The Clocks Track List. Chart Attack. Архів оригіналу за 6 серпня 2011. Процитовано 30 вересня 2024.
91. ↑  Oasis 'Outstanding' at BRIT Awards. NME. 14 лютого 2007. Архів оригіналу за 10 червня 2015. Процитовано 28 вересня 2014.
92. ↑  Oasis releasing brand new single 'Lord Don't Slow Me Down'. NME. 24 вересня 2007. Архів оригіналу за 26 березня 2014. Процитовано 28 вересня 2014.
93. ↑  Rocklist.net...Q Magazine Lists. Rocklistmusic.co.uk. Архів оригіналу за 5 червня 2016. Процитовано 7 лютого 2011.
94. ↑  Oasis Net news article. Процитовано 9 березня 2008. [Архівовано 9 грудня 2004 у Wayback Machine.]
95. ↑  Leonard, Michael (10 липня 2008). Noel’s double-whammy of new Oasis drummer. MusicRadar. Процитовано 10 Odtober 2024.{{cite web}}:  Обслуговування CS1: Сторінки з параметром url-status, але без параметра archive-url (посилання)
96. ↑  Hasty, Katie (15 жовтня 2008). T.I. Begins Second Week Atop Billboard 200. Billboard (англ.). Процитовано 21 жовтня 2024.
97. ↑  Oasis tour dates. Архів оригіналу за 20 грудня 2008. Процитовано 3 січня 2009.
98. 1 2  Thompson, Robert (24 березня 2010). Noel Gallagher Describes On-Stage Attack. Billboard (англ.). Архів оригіналу за 24 лютого 2016. Процитовано 30 вересня 2024.
99. ↑  Owen Gibson (20 червня 2008). Sony opens catalogue to hold Oasis. The Guardian. Архів оригіналу за 6 червня 2018. Процитовано 28 жовтня 2024.
100. ↑  Jonze, Tim (26 лютого 2009). Oasis win best British band at NME awards. The Guardian. London. Архів оригіналу за 16 квітня 2017. Процитовано 1 березня 2009.
101. ↑  Adam, Bychawski (26 січня 2009). Oasis, Alex Turner, Killers: Shockwaves NME Awards 2009 nominations. NME. Архів оригіналу за 9 липня 2016. Процитовано 7 лютого 2011.
102. ↑  Oasis forced to abandon Manchester Heaton Park stage. NME. 5 червня 2009. Архів оригіналу за 28 жовтня 2011. Процитовано 22 жовтня 2024.
103. ↑  Oasis offer fans ‘Bank Of Burnage’ refunds for Heaton Park gig*. NME. 6 липня 2009. Архів оригіналу за 1 липня 2023. Процитовано 22 жовтня 2024.
104. ↑  Greg Cochrane (8 червня 2009). Oasis Make Manchester Comeback. BBC Newsbeat. Архів оригіналу за 12 червня 2009. Процитовано 22 жовтня 2024.
105. ↑  Bychawski, Adam (23 серпня 2009). Oasis cancel V festival Chelmsford headline slot. NME. Архів оригіналу за 1 жовтня 2015. Процитовано 8 вересня 2015.
106. ↑  Hangovers, guitar attacks and flying plums: the real reasons Oasis split. The Independent. 23 вересня 2015. Архів оригіналу за 21 травня 2021. Процитовано 21 травня 2021.
107. ↑  Liam Gallagher sues brother Noel Gallagher for libel. BBC News (брит.). 19 серпня 2011. Архів оригіналу за 24 грудня 2016. Процитовано 24 грудня 2016.
108. ↑  Liam Gallagher drops lawsuit against Noel Gallagher – NME. NME (амер.). 24 серпня 2011. Архів оригіналу за 24 грудня 2016. Процитовано 24 грудня 2016.
109. ↑  Oasis annule son concert à Rock-en-Seine et se sépare. Le Parisien. France. 29 серпня 2009. Архів оригіналу за 3 жовтня 2009. Процитовано 29 серпня 2009.
110. ↑  Oasis annonce la fin du groupe rock. Ouest France. 29 серпня 2009. Архів оригіналу за 9 січня 2013. Процитовано 29 серпня 2009.
111. ↑  A statement from Noel. oasisinet.com. 28 серпня 2009. Архів оригіналу за 29 серпня 2009. Процитовано 28 серпня 2009.
112. ↑  Oasis split as Noel Gallagher quits band. Digital Spy. 28 серпня 2009. Архів оригіналу за 3 листопада 2009. Процитовано 3 жовтня 2009.
113. ↑  "Noel Gallagher Quits Oasis after Paris altercation" [Архівовано 16 березня 2016 у Wayback Machine.]. NME. Процитовано 22 червня 2015
114. ↑  Liam Gallagher renames Oasis. Contactmusic.com. 5 лютого 2010. Архів оригіналу за 26 липня 2011. Процитовано 7 лютого 2011.
115. ↑  What Have Liam and Noel Gallagher Done Since Oasis’ Last Concert?. Ultimate Classic Rock. 26 серпня 2024. Архів оригіналу за 26 серпня 2024. Процитовано 22 жовтня 2024.
116. ↑  Ride Reunite, Announce World Tour. Pitchfork. 18 листопада 2014. Архів оригіналу за 11 квітня 2019. Процитовано 2 липня 2021.
117. ↑  Harper, Kate (16 лютого 2010). Oasis Album Declared Best of Past 30 Years at BRIT Awards. Chart Attack. Архів оригіналу за 25 квітня 2010. Процитовано 5 травня 2010.
118. ↑  Liam Gallagher snubs Noel as Oasis win Brit Album of 30 Years award. NME. 16 лютого 2010. Архів оригіналу за 18 жовтня 2016. Процитовано 31 липня 2019.
119. ↑  Hudson, Alex (15 березня 2010). Liam Gallagher Explains Noel Snub at Brit Awards. Exclaim!. Архів оригіналу за 1 грудня 2011. Процитовано 7 лютого 2011.
120. ↑  Time Flies for Oasis. STV Entertainment. 1 квітня 2010. Архів оригіналу за 10 квітня 2010. Процитовано 23 червня 2010.
121. ↑  Official Albums Chart Top 100 (20 червня 2010 – 26 червня 2010). Official Charts Company. Архів оригіналу за 20 жовтня 2020. Процитовано 5 серпня 2020.
122. ↑  Dombal, Ryan (22 травня 2014). Oasis: Definitely Maybe: Chasing the Sun Edition. Pitchfork Media. Архів оригіналу за 23 травня 2014. Процитовано 23 травня 2014.
123. 1 2  Jones, Damian (12 липня 2016). Noel Gallagher says he would have let former members of Oasis carry on with the band name. NME. Архів оригіналу за 13 липня 2016. Процитовано 13 липня 2016.
124. ↑  'Supersonic' has been revealed as new Oasis documentary title. NME. 15 травня 2016. Архів оригіналу за 1 червня 2016. Процитовано 16 травня 2016.
125. ↑  Lewis, Isobel (14 липня 2021). Oasis Knebworth 1996: Liam and Noel Gallagher announce release date of documentary film. The Independent. Архів оригіналу за 10 серпня 2021. Процитовано 11 серпня 2021.
126. ↑  Beaumont-Thomas, Ben (29 квітня 2020). Noel Gallagher announces release of lost Oasis song. The Guardian. Архів оригіналу за 29 квітня 2020. Процитовано 29 квітня 2020.
127. ↑  Official Singles Chart on 8/5/2020. Official Charts (англ.). 15 травня 2020. Процитовано 30 вересня 2024.
128. 1 2  Mather, Victor (27 серпня 2024). Oasis: Timeline of a Sibling Rivalry for the Ages. The New York Times. Процитовано 27 серпня 2024.
129. 1 2  Brandle, Lars (27 серпня 2024). Oasis Is Reuniting For 2025 Tour. Billboard. Процитовано 27 серпня 2024.
130. ↑  Whitehead, Jamie (27 серпня 2024). Oasis confirm reunion with 2025 world tour announced. BBC. Процитовано 27 серпня 2024.
131. ↑  Johnson, Brooke Ivey (28 серпня 2024). Original Oasis member 'confirmed' to return for 2025 reunion tour. Metro (англ.). Процитовано 28 серпня 2024.
132. ↑  Johns, Victoria (28 серпня 2024). Paul 'Bonehead' Arthurs takes stance on Gallagher brothers feud as Oasis reunite. The Mirror (англ.). Процитовано 28 серпня 2024.
133. ↑  Oasis reunion: Alan White teases joining line-up for 2025 tour. Radio X (англ.). 2 вересня 2024. Процитовано 2 вересня 2024.
134. ↑  Jones, Damian (2 вересня 2024). Gem Archer is "looking very likely" to join Oasis line-up for their 2025 reunion tour. NME (брит.). Процитовано 2 вересня 2024.
135. ↑  New Oasis Album? Liam Gallagher Says It's Already Finished. Stereogum (англ.). 7 вересня 2024. Процитовано 10 вересня 2024.
136. ↑  Blistein, Jon (11 листопада 2024). Liam Gallagher Shares Update on New Oasis Album: 'F-ck Me It Was a Laugh'. Rolling Stone (амер.). Процитовано 11 листопада 2024.
137. ↑  Ben Beaumont-Thomas (21 жовтня 2024). Richard Ashcroft named as support act for Oasis reunion tour. The Guardian. Процитовано 21 жовтня 2024.
138. ↑  Official Albums Chart Top 100. Official Charts. Процитовано 6 вересня 2024.
139. ↑  Official Singles Chart Top 40. Official Charts. Процитовано 6 вересня 2024.
140. ↑  Laura Snapes (30 вересня 2024). Oasis announce world tour dates with concerts in the US, Canada and Mexico. The Guardian. Процитовано 21 жовтня 2024.
141. ↑  Ben Beaumont-Thomas; Kelly Burke (7 жовтня 2024). Oasis expand reunion tour to Australia. The Guardian. Процитовано 21 жовтня 2024.
142. ↑  Jenny Mensah (5 листопада 2024). Oasis announce South America dates for 2025. Radio X. Процитовано 7 листопада 2024.
143. ↑  Singh, Surej (22 листопада 2024). Oasis announce South Korean and Japan dates for their 2025 reunion tour. NME (амер.). Процитовано 22 листопада 2024.
144. ↑  Faulk, Barry J. (2016). British Rock Modernism, 1967–1977: The Story of Music Hall in Rock. Routledge. с. 19. ISBN 9781315570273.
145. ↑  Kenny, Glenn (25 жовтня 2016). Review: In 'Supersonic,' the Band Oasis and Its Combative Brothers. The New York Times. Архів оригіналу за 15 травня 2021. Процитовано 14 листопада 2021.
146. ↑  Stegall, Tim (23 липня 2021). 10 Reasons Why Oasis Are The Most Influential Britpop Band Of All Time. Alternative Press. Архів оригіналу за 26 липня 2021. Процитовано 14 серпня 2021.
147. ↑  Brennan, Steve (16 квітня 2014). 20 Greatest Britpop Bands of All Time. New Times Broward-Palm Beach. с. 6. Архів оригіналу за 14 листопада 2021. Процитовано 14 листопада 2021.
148. 1 2  O'Brien, Jon (27 серпня 2024). 10 Ways Oasis' 'Definitely Maybe' Shaped The Sound Of '90s Rock. Grammy.com. Процитовано 27 серпня 2024.
149. ↑  O'Brien, Jon (27 серпня 2024). Part 8: 1997: The ballad of Oasis and Radiohead. The A.V. Club. Процитовано 27 серпня 2024.
150. ↑  Hale, Clint (10 серпня 2017). Rock Is a Lot Duller With Oasis Out of the Picture. Houston Press. Процитовано 27 серпня 2024.
151. 1 2  Mapes, Jillian (27 травня 2014). Oasis vs. Shoegaze vs. Grunge: An Excerpt From Alex Niven's 33 1/3 Book 'Definitely Maybe'. Flavorwire. Процитовано 27 серпня 2024.
152. ↑  Flick, Larry (6 березня 1999). Continental Drift: Unsigned Artists And Regional News. Billboard. Т. 111, № 10. с. 22. Архів оригіналу за 26 листопада 2021. Процитовано 14 листопада 2021 — через Google Books.
153. ↑  Song of the Year 1995: Oasis Wonderwall. The Times. Архів оригіналу за 15 червня 2011. Процитовано 28 вересня 2014.
154. ↑  Can Coldplay steal Oasis's crown?. The Telegraph. London. 12 травня 2005. Архів оригіналу за 23 травня 2005. Процитовано 14 вересня 2021.
155. ↑  The Beatles' musical footprints. BBC News. 30 листопада 2001. Архів оригіналу за 5 вересня 2017. Процитовано 8 вересня 2008.
156. ↑  Coffman, Tim (8 січня 2024). The Oasis song Noel Gallagher thought was better than John Lennon. Far Out Magazine. Процитовано 25 квітня 2024.
157. 1 2  Noel Gallagher & Bonehead. Hotpress. 6 вересня 1994.
158. ↑  How Live Forever became Liam Gallagher's favourite Oasis song. Radio X. 8 серпня 2024. Процитовано 13 вересня 2024.
159. ↑  Kielty, Martin (8 червня 2023). How Noel Gallagher Blatantly Stole Pete Townshend's Guitar Sound. Ultimate Classic Rock. Процитовано 13 вересня 2024.
160. 1 2  Classic Reviews: Oasis '(What's the Story) Morning Glory' and Blur's 'The Great Escape'. Spin. 2 жовтня 2015. Архів оригіналу за 30 липня 2019. Процитовано 17 вересня 2019.
161. ↑  Childers, Chad (29 вересня 2023). Noel Gallagher calls Oaisis' "Definitely Maybe" the "Last Great Punk Album". Loudwire. Процитовано 13 травня 2024.
162. ↑  Noel Gallagher - interview. Guitar World. квітня 2000.
163. ↑  Starkey, Arun (3 травня 2021). How Paul Weller inspired Noel Gallagher to pick up a mysterious guitar. Far Out Magazine. Процитовано 28 квітня 2024.
164. ↑  Noel's guitar army! - Noel Gallagher interview. 2000.
165. 1 2 3 4  Noel & Liam Gallagher. NME. 2 квітня 1994.
166. ↑  Noel Gallagher Interview. San Francisco Chronicle. 25 січня 1998.
167. ↑  Gallagher Admits Bee Gees Debt. Contactmusic.com. 29 листопада 2006. Архів оригіналу за 11 листопада 2013. Процитовано 7 січня 2018.
168. ↑  Peplow, Gemma (2 вересня 2022). Noel Gallagher reveals how 'all-time great' David Bowie inspired him to 'put himself out there'. Sky News. Процитовано 19 вересня 2024.
169. ↑  Bosso, Joe (19 серпня 2008). Noel Gallagher says new Oasis album isn't 'Britpop'. MusicRadar. Процитовано 27 квітня 2024.
170. 1 2  Oasis' Noel Gallagher reveals his Top 10 bands. NME. 3 вересня 2008. Архів оригіналу за 13 грудня 2013. Процитовано 23 грудня 2013.
171. ↑  Curran, Shaun (17 березня 2021). The mystery of 'lost' rock genius Lee Mavers. BBC. Процитовано 13 вересня 2024.
172. ↑  Noel Gallagher – Interview. Addicted to Noise. 1 лютого 1995.
173. ↑  Noel Gallagher Interview. Q Magazine. 1 лютого 1999.
174. ↑  Taysom, Joe (9 листопада 2021). Noel Gallagher’s favourite Pink Floyd album. Far Out Magazine. Процитовано 25 вересня 2024.
175. ↑  Drew, Mark (21 жовтня 2017). Noel Gallagher: Oasis would never have formed if it wasn't for Slade. Express and Star. Процитовано 21 вересня 2024.
176. ↑  Noel Gallagher on The Smiths. Архів оригіналу за 22 березня 2007. Процитовано 7 лютого 2011 — через YouTube.
177. ↑  Doran, John (17 жовтня 2011). Noel Gallagher Selects His Thirteen Favourite Albums. The Quietus. Процитовано 20 вересня 2024.
178. ↑  Noel Gallagher about Stone Roses. 8 жовтня 2009. Архів оригіналу за 22 серпня 2012. Процитовано 7 лютого 2011 — через YouTube.
179. ↑  Noel Gallagher – interview. NME. 16 лютого 2002.
180. ↑  Original Oasis about stealing from other musicians. 25 жовтня 2009. Архів оригіналу за 24 травня 2012. Процитовано 7 лютого 2011 — через YouTube.
181. ↑  Noel Gallagher Interview. Uncut. 1 березня 2000.
182. ↑  Thomas, Stephen. Oasis. AllMusic. Архів оригіналу за 17 жовтня 2010. Процитовано 22 жовтня 2011.
183. ↑  Twenty-five years of Oasis, the best British band of their generation. The Economist. ISSN 0013-0613. Архів оригіналу за 9 грудня 2018. Процитовано 21 листопада 2023.
184. 1 2  Is Oasis Britain’s best band since The Beatles?. The Sydney Morning Herald. 3 грудня 2021. Архів оригіналу за 6 грудня 2021. Процитовано 2 жовтня 2024.
185. 1 2  Grundy, Gareth (30 серпня 2009). Born to feud: how years of animosity finally split Oasis boys. The Observer (брит.). ISSN 0029-7712. Процитовано 21 листопада 2023.
186. ↑  Niven, Alex (30 серпня 2024). The real magic of Oasis? They made a better kind of Britain seem briefly possible. The Guardian. Архів оригіналу за 30 серпня 2024. Процитовано 30 вересня 2024.
187. ↑  Browne, David (24 вересня 2020). ‘Wonderwall’ at 25: How Oasis’ Unlikely Ballad Became One of the Last Rock Standards. Rolling Stone. Архів оригіналу за 02 жовтня 2020. Процитовано 2 жовтня 2024.
188. ↑  Coffmann, Tim (27 лютого 2024). The one song that “changed everything” for Noel Gallagher. Far Out Magazine. Архів оригіналу за 30 вересня 2024. Процитовано 30 вересня 2024.
189. 1 2  Phares, Heather. Oasis: Biography. AllMusic. Процитовано 10 жовтня 2024.{{cite web}}:  Обслуговування CS1: Сторінки з параметром url-status, але без параметра archive-url (посилання)
190. ↑  Petridis, Alexis (21 червня 2002). Yawning Glory. The Guardian. Процитовано 10 жовтня 2024.{{cite web}}:  Обслуговування CS1: Сторінки з параметром url-status, але без параметра archive-url (посилання)
191. ↑  Doran, John (2010). Oasis Time Flies... 1994-2009 Review. BBC. Процитовано 10 жовтня 2024.{{cite web}}:  Обслуговування CS1: Сторінки з параметром url-status, але без параметра archive-url (посилання)
192. ↑  Tangari, Joe (31 травня 2005). Don't Believe the Truth. Pitchfork. Процитовано 10 жовтня 2024.{{cite web}}:  Обслуговування CS1: Сторінки з параметром url-status, але без параметра archive-url (посилання)
193. ↑  Rosen, Jody (16 жовтня 2008). Dig Out Your Soul. Rolling Stone. Процитовано 10 жовтня 2024.{{cite web}}:  Обслуговування CS1: Сторінки з параметром url-status, але без параметра archive-url (посилання)
194. 1 2  Sean Michaels (6 жовтня 2008). Have Oasis plagiarised Cliff Richard?. The Guardian. Архів оригіналу за 20 вересня 2017. Процитовано 8 вересня 2015.
195. ↑  Whatever – 'Time Flies...1994–2009' Clip. 19 травня 2010. Архів оригіналу за 13 липня 2015. Процитовано 7 лютого 2011 — через YouTube.
196. ↑  Oasis: Ruling Asses. Rolling Stone. Архів оригіналу за 22 травня 2022. Процитовано 2 жовтня 2024.
197. ↑  Rabid, Jack. Don't Look Back in Anger. AllMusic. Архів оригіналу за 26 січня 2021. Процитовано 22 вересня 2020.
198. ↑  Blu secure at number one in midweeks. CBBC Newsround. BBC. 20 серпня 2003. Архів оригіналу за 5 травня 2014. Процитовано 28 лютого 2009.
199. ↑  Girls Aloud – Life Got Cold. Tourdates.co.uk. 18 серпня 2003. Архів оригіналу за 17 квітня 2009. Процитовано 28 лютого 2009.
200. ↑  Youngs, Ian (23 травня 2003). Girls Aloud trounce pop rivals. BBC News. BBC. Архів оригіналу за 9 серпня 2016. Процитовано 25 лютого 2008.
201. ↑  Life Got Cold. Warner/Chappell Music. Warner Music Group. Архів оригіналу за 17 квітня 2009. Процитовано 2 листопада 2008.
202. ↑  London Swings! Again!. Vanity Fair. березень 1997. Архів оригіналу за 25 травня 2015. Процитовано 3 жовтня 2024.
203. ↑  Knebworth Goes Supersonic. Sound on Stage. листопад 1996. Архів оригіналу за 15 червня 2024. Процитовано 3 жовтня 2024.
204. 1 2  Coffman, Tim (25 серпня 2024). ‘Wibbling Rivalry’: The song that proved Oasis’ dominance in the 1990s. Far Out Magazine. Процитовано 25 серпня 2024.
205. ↑  Stegall, Tim (23 липня 2021). 10 reasons why Oasis are the most influential Britpop band of all time. Alternative Press. Процитовано 28 січня 2022.
206. ↑  Liam Gallagher ‘fucking hates’ Britpop: “I always found that word fucking insulting”. NME. 13 жовтня 2017. Архів оригіналу за 13 жовтня 2017. Процитовано 2 жовтня 2024.
207. ↑  «Noël Gallagher on other genres». YouTube, Процитовано 27 березня 2020
208. ↑  Noel Gallagher: ‘Oasis were the last great traditional rock’n’roll band’. NME. 25 вересня 2011. Процитовано 4 жовтня 2024.
209. ↑  Live Forever: Oasis, ‘Definitely Maybe,’ and the Definitely Misunderstood Legacy of Britpop. The Ringer. 29 серпня 2024. Архів оригіналу за 1 вересня 2024. Процитовано 2 жовтня 2024.
210. ↑  Gittins, Ian (20 лютого 2009). Single vision. The Guardian. Процитовано 11 серпня 2022.
211. 1 2  Dan Harrison (26 серпня 2024). The Agenda Setter: Can Oasis, the idols of 90s Cool Britannia, rise again in a post-Brexit Britain?. Dork (брит.). Процитовано 2 жовтня 2024.
212. ↑  «100 Greatest Albums Ever». Q Magazine. Vol. 235. February 2006.
213. ↑  The 500 Greatest Albums of All Time. Rolling Stone (амер.). 31 грудня 2023. Процитовано 18 лютого 2024.
214. ↑  The 200 Definitive Albums Of All Time Rock & Roll Hall Of Fame 2007 at EIL.COM, home of Esprit International Limited. eil.com. Процитовано 24 вересня 2021.
215. ↑  Bartleet, Larry (7 вересня 2017). Alvvays interview: Molly Rankin on Oasis, MGMT, 'Antisocialites'. NME (амер.). Архів оригіналу за 26 січня 2019. Процитовано 26 січня 2019.
Alvvays. Pitchfork (англ.). 23 лютого 2015. Архів оригіналу за 26 січня 2019. Процитовано 26 січня 2019.
216. ↑  Arctic Monkeys' Alex Turner: 'We used to pretend to be Oasis in school assembly'. NME. 12 травня 2012. Архів оригіналу за 13 листопада 2013. Процитовано 23 грудня 2013.
217. ↑  Perry, Kevin (14 березня 2015). Catfish And The Bottlemen Interview. NME. Архів оригіналу за 30 березня 2018. Процитовано 30 березня 2018.
218. ↑  Chris Martin speaks of love for Oasis' (What's The Story) Morning Glory. gigwise.com. Архів оригіналу за 27 січня 2019. Процитовано 26 січня 2019.
219. ↑  David Morgan (9 грудня 2016). INTERVIEW: The Coral on not being prepared for their early success, their new heavier sound and Viola Beach. Warrington Guardian. Процитовано 22 жовтня 2024.{{cite web}}:  Обслуговування CS1: Сторінки з параметром url-status, але без параметра archive-url (посилання)
220. ↑  Deafheaven on Trying to Top 'Sunbather' and Prove Their Metal. Rolling Stone (амер.). 25 серпня 2015. Архів оригіналу за 29 липня 2018. Процитовано 28 липня 2018.
Ordinary Corrupt Human Love Is Deafheaven's Masterwork. vinylmeplease.com (амер.). 9 липня 2018. Архів оригіналу за 29 липня 2018. Процитовано 28 липня 2018.
221. ↑  Dave Simpson (2 грудня 2006). ‘We’re for all the people stuck in crap jobs’. The Guardian (англ.). Архів оригіналу за 30 вересня 2024. Процитовано 4 жовтня 2006.
222. ↑  Grow, Kory (29 вересня 2018). The Killers: How We Wrote 'Mr. Brightside'. Rolling Stone (амер.). Архів оригіналу за 14 січня 2019. Процитовано 26 січня 2019.
223. ↑  Patterson, Sylvia (25 серпня 2007). Maroon 5: They will be loved. The Daily Telegraph (брит.). ISSN 0307-1235. Архів оригіналу за 21 листопада 2020. Процитовано 26 січня 2019.
224. ↑  Taylor Momsen: 'I admire Shirley Manson' – Music News. Digital Spy. 29 серпня 2010. Архів оригіналу за 22 лютого 2016. Процитовано 2 січня 2012.
225. ↑  Weezer’s Rivers Cuomo responds to Liam Gallagher once calling him his “favourite rock star”. NME. 24 червня 2024. Архів оригіналу за 24 червня 2024. Процитовано 22 жовтня 2024.
226. ↑  Andrew Trendell, «Ryan Adams on the 'genius' of Oasis: 'They're like Star Wars'» [Архівовано 8 жовтня 2018 у Wayback Machine.], NME, 9 грудня 2016. Процитовано 25 березня 2019.
227. ↑  Dave Grohl on Oasis: “The greatest rock band I’ve ever seen”. Far Out Magazine. 10 березня 2023. Архів оригіналу за 13 березня 2023. Процитовано 2 жовтня 2024.
228. ↑  Metallica’s Lars Ulrich Makes a Surprising Choice for His All-Time Favorite Songwriter. Loudwire. 7 жовтня 2020. Архів оригіналу за 10 жовтня 2020. Процитовано 4 жовтня 2024.
229. ↑  Some might say Oasis are still world beaters after Slane gig. The Belfast Telegraph. 22 червня 2009. Архів оригіналу за 27 липня 2014. Процитовано 4 травня 2010.
230. ↑  Noel Gallagher says "no point" in Oasis reforming as band sells "as many records now" than when together. NME. 18 жовтня 2022.
231. ↑  Oasis enter Guinness Book of Records. Digital Spy. 17 вересня 2009. Архів оригіналу за 29 липня 2023. Процитовано 21 жовтня 2024.
232. ↑  The Oasis Tour Is Coming to America: A Look Back on Their Turbulent History In the U.S. Billboard. 1 жовтня 2024. Архів оригіналу за 1 жовтня 2024. Процитовано 21 жовтня 2024.
233. ↑  
American    certifications – Oasis (Англійська) . Американська асоціація компаній звукозапису (RIAA). Процитовано 12 квітня 2013.
234. ↑  The enduring Supersonic style of Oasis. The Gentleman's Journal. Процитовано 24 жовтня 2024.{{cite web}}:  Обслуговування CS1: Сторінки з параметром url-status, але без параметра archive-url (посилання)
235. ↑  Why Oasis’s Britpop Style Will Live Forever. British Vogue. 29 серпня 2024. Процитовано 24 жовтня 2024.{{cite web}}:  Обслуговування CS1: Сторінки з параметром url-status, але без параметра archive-url (посилання)
236. ↑  Stone Island, Kate Moss & Blur: How Britpop Brought Casuals Style to the Masses. Highsnobiety. Процитовано 24 жовтня 2024.{{cite web}}:  Обслуговування CS1: Сторінки з параметром url-status, але без параметра archive-url (посилання)
237. ↑  Liam Gallagher is Britain's most effortless style icon. GQ. 21 вересня 2024. Процитовано 24 жовтня 2024.{{cite web}}:  Обслуговування CS1: Сторінки з параметром url-status, але без параметра archive-url (посилання)
238. ↑  How Oasis’ 90s style continues to influence fashion today. The Independent. 27 серпня 2024. Процитовано 24 жовтня 2024.{{cite web}}:  Обслуговування CS1: Сторінки з параметром url-status, але без параметра archive-url (посилання)
239. ↑  Ryan Leas (18 серпня 2017). Be Here Now Turns 20. Stereogum. Архів оригіналу за 11 листопада 2020. Процитовано 4 жовтня 2024.
240. ↑  Annie Zaleski (8 вересня 2024). Why Oasis is gonna live forever on our playlists. Salon. Архів оригіналу за 2 жовтня 2024. Процитовано 4 жовтня 2024.
241. ↑  Oasis' 'Wonderwall' becomes first song from the '90s to hit one billion Spotify streams. Hot Press. 14 жовтня 2020. Архів оригіналу за 14 липня 2024. Процитовано 4 жовтня 2024.
242. ↑  Don't Look Back in Anger becomes symbol of Manchester's spirit. The Guardian. 25 травня 2017. Архів оригіналу за 26 вересня 2024. Процитовано 4 жовтня 2024.
243. ↑  Oasis Biography. Rock and Roll Hall of Fame. Архів оригіналу за 10 лютого 2024. Процитовано 10 лютого 2024.
244. 1 2 3  Brandle, Lars. ‘Live Forever’: Oasis’s Career By the Numbers. Billboard. Процитовано 30 вересня 2024.
245. ↑  Oasis | Artist. GRAMMY.com (англ.). Recording Academy. Процитовано 30 вересня 2024.
246. ↑  The Mercury Prize. UK Top 40 Hit Database. Архів оригіналу за 18 січня 2024. Процитовано 30 вересня 2024.
247. 1 2  Savage, Mark. Amy producer to make Oasis documentary. BBC. Архів оригіналу за 27 серпня 2024. Процитовано 30 вересня 2024.
248. ↑  Mr. Children Tops First MTV Japan Video Awards. Billboard. 28 травня 2002. Архів оригіналу за 30 вересня 2024. Процитовано 30 вересня 2024.
249. ↑  UKMVA Past Winners 2009. www.ukmva.com. Процитовано 14 листопада 2018.{{cite web}}:  Обслуговування CS1: Сторінки з параметром url-status, але без параметра archive-url (посилання)